# Označování ulic a veřejných prostranství

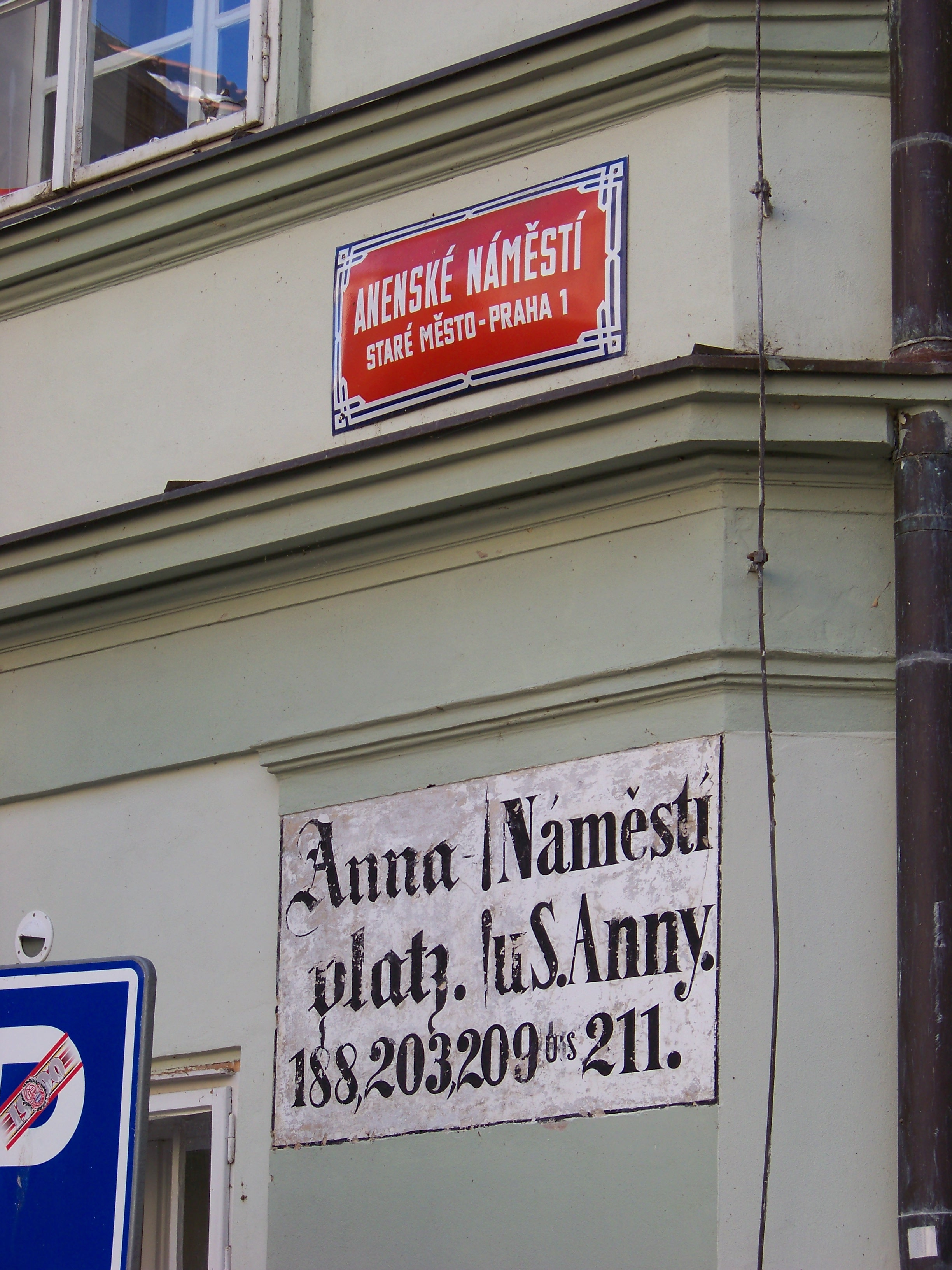
Aktuální a staré české a německé označení Anenského náměstí v Praze

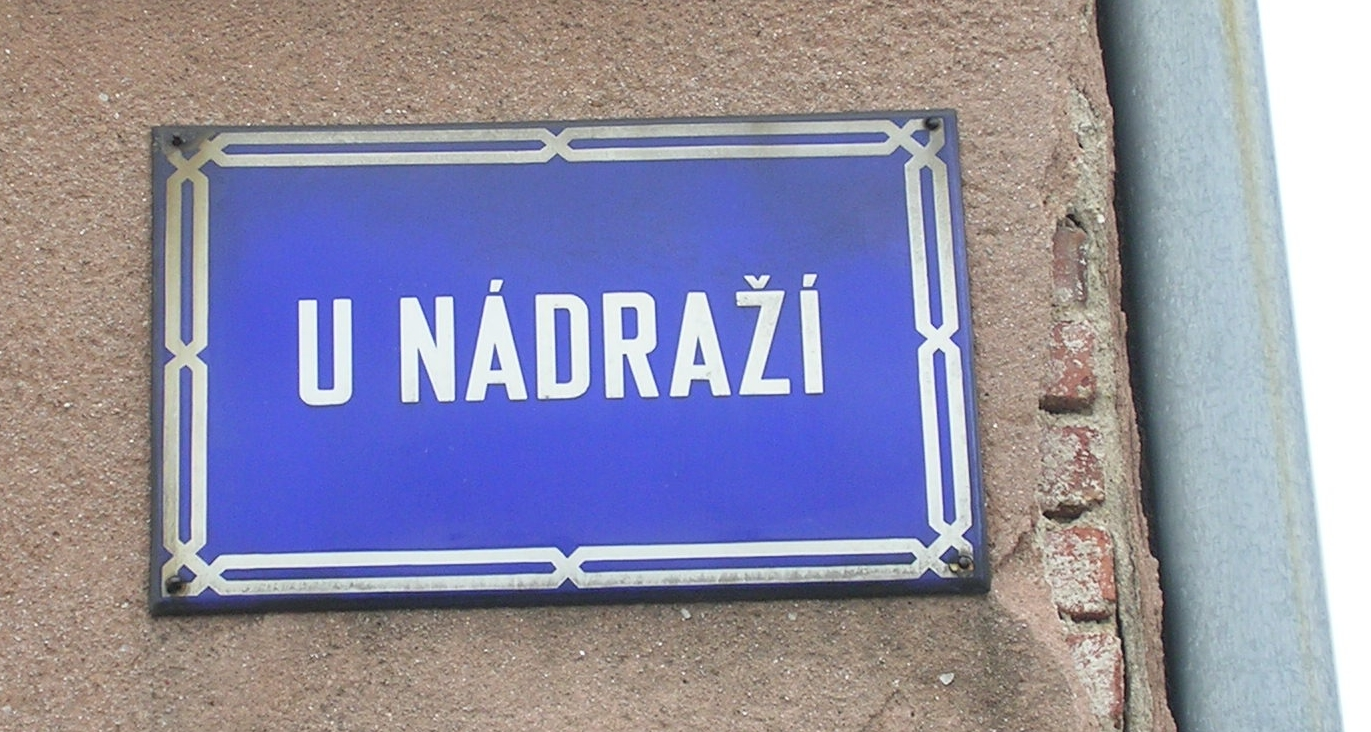
Označení ulice v Jindřichově Hradci

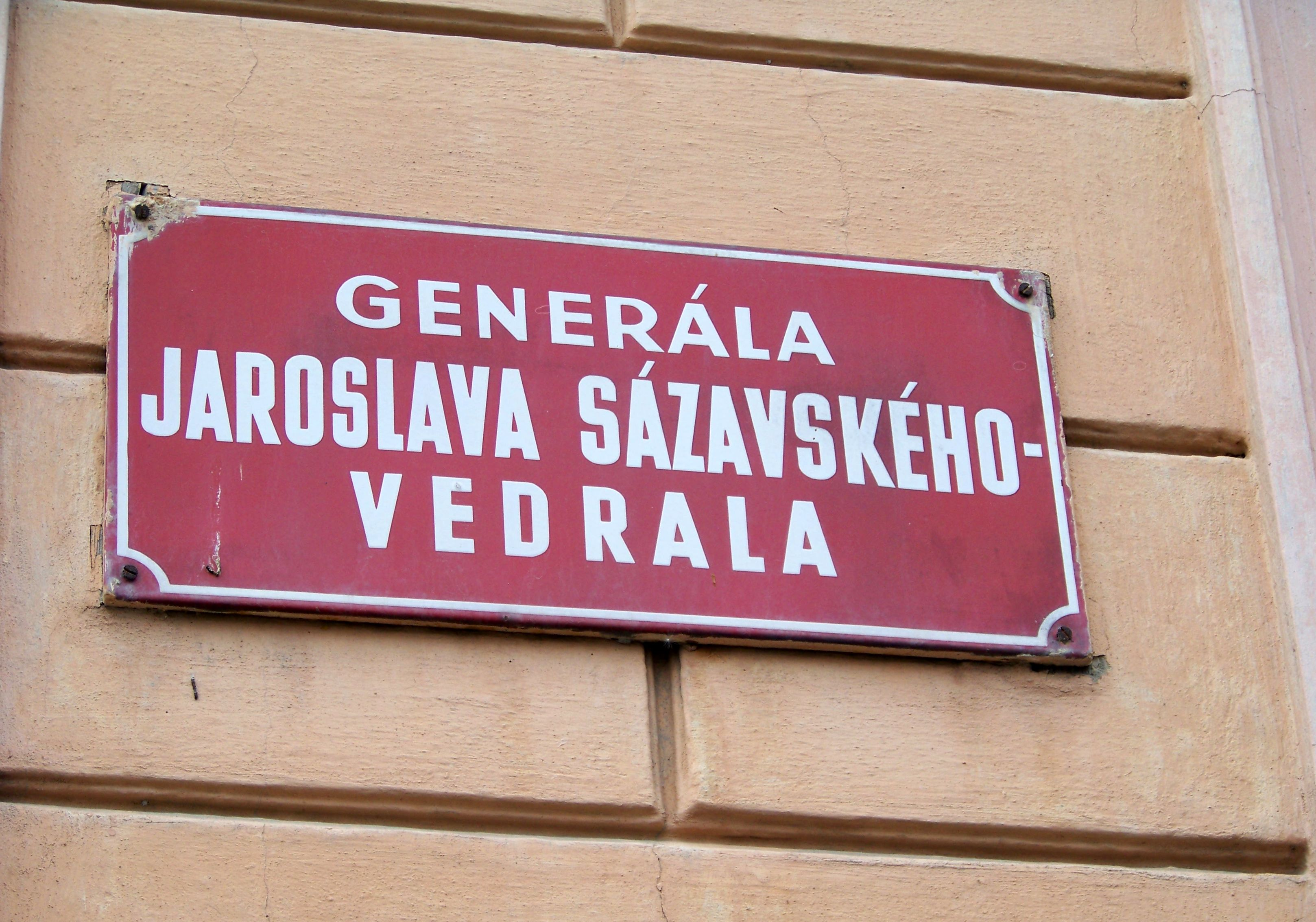
Název ulice Generála Vedrala Sázavského v Kostelci nad Černými lesy má různé varianty, na této tabulce je nejdelší z nich

Označování ulic, náměstí, nábřeží, mostů, parků, sadů a dalších veřejných prostranství je určeno zejména k orientaci ve městě a k usnadnění identifikace veřejnou správou, přičemž nenahrazuje identifikaci úřední (např. podle katastru nemovitostí). Ulice (tedy místní komunikace, zejména městského typu) se v Česku a dalších evropských státech označují názvy na rozdíl od silnic, které se označují čísly. V některých menších obcích ulice pojmenovány nejsou. V USA je v mnoha městech zvykem označovat ulice čísly.

## Historie
Původní cesty a stezky se nepojmenovávaly, nazývaly se podle toho, kam vedou. Některé dopravní stavby se nazývaly například podle toho, kdo je postavil.

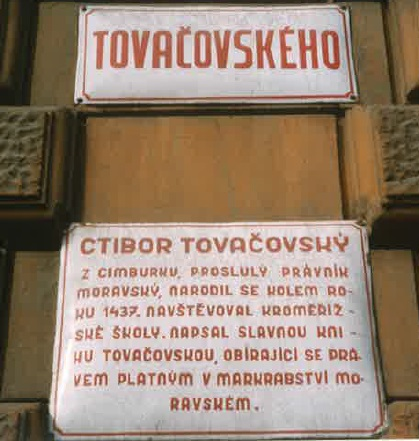
Smaltová tabulka s označením ulice pojmenované po Ctiboru Tovačovském z Cimburka v Kroměříži z roku 1948

Vznik systematických orientačních systémů je datován 13. stoletím, ve kterém města získávala samosprávný charakter. Seskupení obydlí se projevilo vznikem ulic a rynků. Jejich názvy vznikaly:
- využitím (ponecháním) místních a pomístních jmen pocházejících z 11.–12. století;
- u centrálních prostranství:
  - rynek podle místního jména (Malostranský, Novoměstský, Staroměstský);
  - trh podle účelu (Dobytčí, Koňský, Kurný, Ovocný, Senný, Uhelný; v Praze se jednalo např. o Koňský trh (dnešní Václavské náměstí), Uhelný trh, Ovocný trh, Tržiště na Malé Straně nebo Dobytčí trh (dnešní Karlovo náměstí);
- u ulic pojmenování podle:
  - účelu (Ječná, Masná, Rybná, Senovážná, Žitná, Tržiště);
  - řemesel (Celetná, Jirchářská, Kožná, Pasířská, Platnéřská);
  - zasvěcení kostela nebo kláštera (Anenská, Dušní, Havelská);
  - jiných budov v ulici (Na Hrádku, Radnická, Týnská)
  - národnostního složení obyvatel ulice (Krakovská, Vlašská, Na Florenci).[1]

Příkladem vývoje místního názvosloví ve středověkých městech je Praha. Jedním z nejstarších názvů, který má charakter pojmenování, je označení pražského Juditina mostu z 12. století. Z té doby pravděpodobně pochází také nejstarší vrstva pomístních názvů, jako jsou v Praze Boršov, Týn, Moráň, Zderaz nebo Újezd, která se později stala základem uličního názvosloví. Kolem 14. století se vžívají názvy jednotlivých rynků a trhů: rynk Nový, Malostranský a Novoměstský, trh Chlebný, Kurný, Masný, Ovocný, Uhelný, Senný, Dobytčí, Koňský atd., podobně i ulice Celetná, Kostečná, Kožná, Provaznická, Platnéřská. V Praze měla některá místa vžitý název latinský, německý i český, které ne vždy byly vzájemným překladem. Vžívala se též označení ulic podle zasvěcení kostela nebo kláštera, podle významných majitelů domů v ulici nebo domovních znamení. Objevovaly se i názvy podle vzhledu nebo charakteru ulice nebo podle události (např. Spálená ulice získala své jméno podle požáru, ke kterému v ní došlo roku 1506). Tento pražský vývoj je do jisté míry typický pro středověká města. V 17. století jsou v uličních názvech Prahy zřejmé vlivy rekatolizace, na přelomu 17. a 18. století i poněmčování ještě před vyhlášením němčiny jako úředního jazyka.
Názvy ulic byly po staletí pouze zvykovou záležitostí, pevně kodifikovány a povinně označeny byly až v době osvícenského absolutismu. V Praze byly názvy ulic úředně zavedeny po sloučení čtyř pražských měst (1784), počínaje 27. říjnem 1787, jako nutný doplněk k domovním číslům, která byla v monarchii zavedena po roce 1770 a která orientační funkci plnila hůře než dosavadní domovní znamení. Úředním zavedením byly všechny dosavadní názvy důsledně poněmčeny. Úřední zavádění a schvalování postupně nahrazovalo spontánní vývoj názvů. Ostrovy, mosty a nábřeží byly od poloviny 19. století pojmenovány podle příslušníku habsbursko-lotrinské dynastie (Ferdinandova třída, Františkovo nábřeží) a byly zavedeny tři názvy podle purkrabího Chotka. Rok 1848 přinesl vlnu názvů českých a vlasteneckých (např. Václavské a Karlovo náměstí) a překladů do češtiny. Podle některých zdrojů se úřední zásah do pojmenování uličních názvů s cílem jejich registrace objevil až začátkem 70.–80. let 19. století.
V roce 1857 vyšlo císařské nařízení o pojmenovávání ulic a zavádění domovních čísel podle ulic (dnes nazývaných orientační čísla). Dne 8. října 1868 se sbor pražských obecních starších usnesl označit pražské ulice jednotnými německo-českými plechovými tabulemi a zároveň stanovil zásadu unikátnosti názvu v rámci města. Na základě tohoto usnesení byla v Praze ustanovena zvláštní komise pro stanovení názvů ulic a náměstí. Výsledkem její práce byl „Autentický ukazatel ulic a náměstí i čísel domovních královského hlavního města Prahy“, který z nařízení městské rady sestavil ředitel městského archivu Karel Jaromír Erben. Většina názvů z té doby byla poměrně nekonfliktní, spor vznikl pouze o Husově jménu. Koncem 19. století přibývalo v Praze i okolních městech (Žižkov, Vinohrady, Nusle) vlastenecky zaměřených názvů, které byly v Praze současně kompenzovány dalšími názvy po členech vládnoucí dynastie. V roce 1888 se národnostní spory vyhrotily, liberečtí radní označili ulice jen německými názvy a pražští radní zase v nově připojených Holešovicích umístili jen české názvy. V roce 1893 se jednojazyčné tabulky v českých národních barvách začaly objevovat i v samotné Praze. Po soudních sporech bylo 20. dubna 1894 vyhláškou rozhodnuto o nahrazení dvojjazyčných tabulí českými v celé Praze. Dne 1. října 1898 správní soud rozhodnutí definitivně potvrdil. (Německé názvy se přesto místy dochovaly, např. v ulici Křižovnické nebo Pětikostelní).
Po roce 1918 došlo k silné vlně přejmenovávání, a to jednak kvůli odstraňování symbolů Rakouska, v Praze navíc kvůli odstraňování duplicitních názvů po vzniku Velké Prahy. Oficiální názvy a jejich usměrnění z nacionálně-ideologického hlediska zavdal zákon č. 266/1920 Sb., o názvech měst, obcí, osad a ulic, jakož i označování obcí místními tabulkami a číslování domů. Pojmenování, „jež nelze uvésti v soulad s historií a vnějšími vztahy národa československého, zejména taková, jež připomínají osoby, které jakýmkoli způsobem projevily nepřátelské smýšlení proti československému národu nebo národům sdruženým, nebo připomínají události rázu protistátního“, bylo zakázáno a obce měly povinnost do jednoho měsíce od účinnosti zákona je změnit a staré označení odstranit a beze stopy zahladit, jinak to musel provést nadřízený úřad a liknavému starostovi hrozila pokuta. Nové názvy musely obce předkládat ke schválení nadřízeným úřadům.
Další hromadné přejmenovávání ulic čekalo česká města s počátkem i koncem okupace (1939, 1945) a s počátkem i koncem komunistického režimu v Československu (1948, 1989).
Na konci 50. let 20. století (tehdy vyšla publikace Ulicemi města Prahy) bylo v Praze asi 3500 ulic, na konci 90. let (tehdy vyšly první dva díly Pražského uličníku) jich bylo si 6500. Nárůst byl způsoben připojením desítek sousedních obcí a zdvojnásobením rozlohy Prahy. Ovšem více než 800 nových názvů za posledních 15 let je dáno výstavbou.
Nejstarší dochovaný je název Vyšehradské ulice, nachází se již v Kosmově kronice, pochází tedy z 12. století.
Vláda České republiky usnesením č. 418 ze dne 2. května 2001 č. 418 stanovila k posuzování návrhů obcí na stanovení městy jako jednu z podmínek udělení kladného stanoviska k povýšení obce na město, že „všechny ulice a veřejná prostranství v obci jsou pojmenovány“.

## Stanovení názvů
Dne 9. ledna 1925 pražská městská rada schválila šest zásad pro pojmenovávání:
- preference tradičních původních názvů
- preference názvů podle povahy místa
- pro nové ulice vzniklé po roce 1918 je možno použít vlastenecky zaměřené názvy
- respektování ucelených místních názvoslovných soustav
- výjimečně možno pojmenovat ulici podle osoby, která v místě žila, avšak zásadně ne podle dosud žijící osoby
- v ostatních případech se měly volit názvy podle zemí, krajů, míst, řek, hor atd., pokud možno v části města ležící ve směru skutečného umístění této lokality

Podobný soubor zásad přijal Ústřední národní výbor hlavního města Prahy dne 14. ledna 1946:
- pojmenování ulic a jejich označení slouží především orientaci
- každé pojmenování ulice, náměstí, nábřeží, mostu nebo sadu se může vyskytovat na území hlavního města Prahy pouze jednou
- k pojmenování ulic má být použito starých vžitých názvů a to buď názvů míst, kde ulice vznikla, nebo dle povahy, směru či rázu a polohy, kde ulice leží, rovněž je možné použít jmen vynikajících nebo památných míst, kde ulice má k dotyčné události nebo osobě určitý vztah
- pojmenování ulice má být voleno tak, aby pokud možno bylo trvalé a nepodléhalo změnám doby
- v případě použití určité soustavy pro pojmenování ulic má být tato zachována a doplňována

Usnesením ze dne 8. prosince 1947 byla mimo jiné doplněna možnost použít jmen po obětech okupace a revoluce a osob, které se zasloužily v době nesvobody o národ a stát. Na základě usnesení rady ÚNV hl. m. Prahy ze dne 14. října 1952 byly odstraňovány názvy, které byly v rozporu se schválenými zásadami nebo nevyhovovaly dobré orientaci a především byla vyřazena jména osobností první republiky a podpořena nová pojmenování poplatná době. Dne 8. prosince 1962 schválila Rada Národního výboru hlavního města Prahy nový návrh na celkovou koncepci označování ulic a ostatních veřejných prostranství, který předjímal následující rozšiřování města.
Od roku 1991 přibyla například zásada nepojmenovávat ulice a veřejná prostranství podle dosud žijících osobností, politických stran, hnutí, abstraktních pojmů souvisejících s historickými událostmi a podle institucí, organizací, spolků či firem, pokud působily po roce 1945 nebo působí dosud.
Obdobná pravidla jsou uznávána i v jiných městech. Pražská Místopisná komise dbá na serióznost a nedoporučila například pro nový obytný celek v Hrnčířích sadu názvů na náměty knih o Harrym Potterovi.
Kromě místních soustav inspirovaných geograficky, vlastenecky apod. stojí za zmínku soustava ulic pojmenovaných podle rostlin a květin na Zahradním Městě (1934) a „racionální“ systém na Spořilově (1928–1931, např. Jižní I–XVII, Severozápadní I–VI atd.), obojí v katastrálním území Záběhlice v Praze.
Marek Lašťovka v roce 2012 pražská názvosloví shrnul tak, že z přibližně 7350 pojmenovaných pražských ulic a prostranství téměř třetina ulic se jmenuje podle své polohy či místa (Na Vrchu, Za Rybníkem ap.), 11 % podle pomístních a místních názvů (K Peluňku, Na Křtině apod.), 20 % podle českých vesnic, přes 20 % podle osob a zhruba 20 % připadá na ostatní typy názvů (zvířata, rostliny, nerosty, zeměpisné pojmy, události, řemesla aj.). Jako nejzajímavější jmenoval názvy U úlů, Vidlák, U zeleného ptáka či U nás.

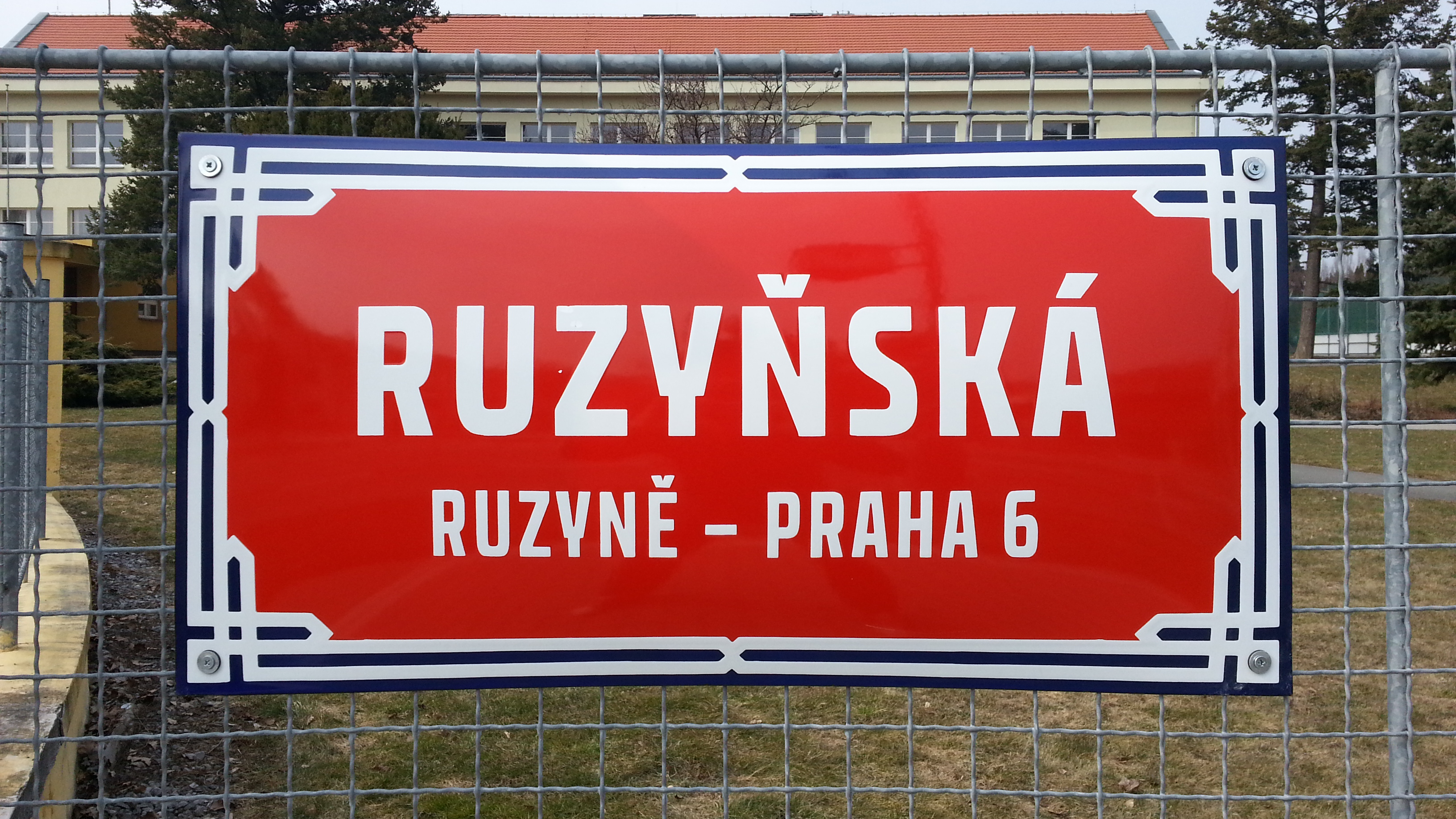
Tradiční podoba pražských smaltovaných tabulí, s použitím typu písma podle manuálu přijatého usnesením č. 1267 Rady hl. m. Prahy dne 28. srpna 2012

V Praze jako reakce na živelná přejmenovávání míst při Sametové revoluci vznikla 13. prosince 1989 tzv. Nezávislá skupina pro pojmenování ulic a veřejných prostranství při Archivu hlavního města Prahy, jejímiž členy byli pracovníci onomastického oddělení ÚJČ ČSAV, katedry českého jazyka FF UK, Geodetického a kartografického podniku Praha, Archivu hlavního města Prahy, Muzea hlavního města Prahy, Klubu za starou Prahu, Institutu pro středoevropskou kulturu a politiku, Genealogické a heraldické společnosti, Historického ústavu Československé armády a odboru dopravy a odboru vnitřních věcí Národního výboru hlavního města Prahy. V čele skupiny stál archivář Bohdan Zilynskyj a skupina si kladla za cíl předejít nežádoucím krajnostem při přejmenovávání a vnést do názvoslovné činnosti řád. Od počátku roku 1991 se stala místopisnou komisí Rady hlavního města Prahy – tato komise je zřizována v každém volebním období (pouze v letech 1995–1996 byla pouze subkomisí právní komise). Hlavní vlna přejmenovávání po komunistickém režimu probíhala v Praze do roku 1996, těžiště činnosti se tak přesunulo na pojmenovávání nových ulic. Tato komise získala klíčový vliv, avšak ne všechny její návrhy jsou přijímány a ne úplně všechny uskutečněné změny získaly její doporučení, rozhodnutí činí rada města.
Podle § 29 zákona č. 128/2000 Sb., o obcích, přísluší obci (v samostatné působnosti) rozhodovat o názvech částí obce, ulic a jiných veřejných prostranství. Podle § 13 zákona č. 131/2000 Sb., o hlavním městě Praze, o názvech ulic, silnic, náměstí, parků a mostů, jakož i dalších veřejných prostranství rozhoduje hlavní město Praha, a to zpravidla na základě návrhů podaných městskými částmi.
Ulice a veřejná prostranství se podle § 29 zákona o obcích a § 13 zákona o hlavním městě Praze z roku 2000 nepojmenovávají podle jmen „žijících osobností veřejného života“. Podobné omezení („Ulice nebo jiná veřejná prostranství se zásadně nepojmenovávají podle jmen vynikajících osobností veřejného života domácího nebo zahraničního, které dosud žijí.“) bylo stanoveno již vyhláškou 97/1961 Sb. V Praze podobná zásada byla přijata již v roce 1925. Po žijících osobnostech se nejčastěji pojmenovávalo po vzniku Československa i po druhé světové válce a v padesátých letech. Několik ulic byla pojmenováno podle žijících osob před účinností zákona o obcích (12. listopadu 2000), kdy byla právní síla vyhlášky z roku 1961 zpochybněna. Ve Veselí nad Lužnicí přejmenovali nábřeží Pionýrů na nábřeží Jaroslava Foglara ještě za Foglarova života. V Pelhřimově roku 1998 pojmenovali ulicí po bratrech Lipských po smrti Oldřicha se souhlasem dosud žijícího bratra Lubomíra. Čáslav pojmenovala ulice po svých rodácích Miloši Formanovi a Jarmile Kratochvílové nebo zde působící atletky Ludmily Formanové ještě za jejich života. Ministerstvo vnitra se sice v roce 1999 pokusilo pojmenování po Kratochvílové a Formanové zabránit, ale existoval názor, že ústavní právo obcí na samosprávu má vyšší právní sílu než vyhláška z doby, kdy takové právo neexistovalo (zákon o obcích v roce 1999 ještě neexistoval), a město si nakonec prosadilo své. V některých městech je samo pojmenování ulice nejednoznačné a pouze z průvodní dokumentace či kontextu pojmenování lze zjistit, podle které ze známých osobností je ulice pojmenována (např. ulice Klausova či Babákova v Praze); k rozhodnutí o pojmenování však zákon žádné průvodní vysvětlení nevyžaduje. Ve vztahu k právnickým osobám, například firmám, podobné omezení zákon nestanoví a záleží na zastupitelstvu, do jaké míry a za jakých podmínek vychází vstříc přáním místních podniků, developerů apod.
Nové názvy ulic s sebou přinášejí i administrativní důsledky a s tím spojené náklady zejména pro firmy, které mají v dané ulici sídlo. Ty pak proti pojmenování mohou protestovat. Například po převratu v roce 1989 bylo údajně v obci Příšovice, ve které není evidovaná žádná pojmenovaná ulice, navrženo pojmenování silnice vedoucí do Přepeř jako Větvičkova (web obce ještě v roce 2014 uvádí, že tak je pojmenována, ale v registru adres a v mapách není toto pojmenování zaneseno), a to podle Václava Větvičky (25. 3. 1865 – 4. 11. 1937), čestného občana Příšovic, tamního někdejšího řídícího učitele a včelařského a hasičského jednatele, dědečka botanika Václava Větvičky. V ulici sídlící firmy i soukromníci se údajně nespokojili s tím, že by si museli dát předělat razítka a dokumenty jen kvůli změně názvu ulice, proto „ona ulice už zase není Větvičkova“.
V Brně názvy navrhuje a posuzuje jako poradní orgán rady města Pracovní skupina pro názvosloví města Brna, které v roce 2016 předsedala Eva Kubánková. V jedenáctičlenné komisi zasedá kromě úředníků také kartograf, archivář, historik, jazykovědec, jeden ze zastupitelů města, zástupce Kanceláře architekta města Brna a zástupce městského dopravního podniku. Při pojmenování ulic se řídí několikastránkovými zásadami. Je nutné posoudit jazykovou a historickou stránku názvu, název nesmí být vulgární, urážlivý či nepravdivý a má zapadnout do lokality. V některých lokalitách jsou tematické systémy: v Černých Polích literáti a malíři, na Lesné architekti a umělci, v Kohoutovicích hudebníci všeho druhu, v Medlánkách ovocné stromy. Předsedkyně komise Kubánková nemá ráda souběžný výskyt podobných názvů, což jsou podle ní například názvy Kubova, Kubíkova a Kubíčkova. Také se prý komise snaží vyvarovat předložkových názvů, protože „lidé – a zejména děti – totiž nevědí, jak se správně píšou velká a malá písmena“. Mezi lety 1990 a 1993 bylo v Brně změněno nebo zrušeno kolem dvou stovek názvů. V posledních 10 letech před rokem 2016 bylo v Brně schváleno asi 70 nových názvů.
V některých obcích netvoří pojmenování ulic a veřejných prostranství ucelený systém. Například v městysi Malešov je pojmenováno pouze jedno náměstí a jedna ulice (5. května), zatímco všechny ostatní ulice zůstaly nepojmenované.

## Neoficiální pojmenování

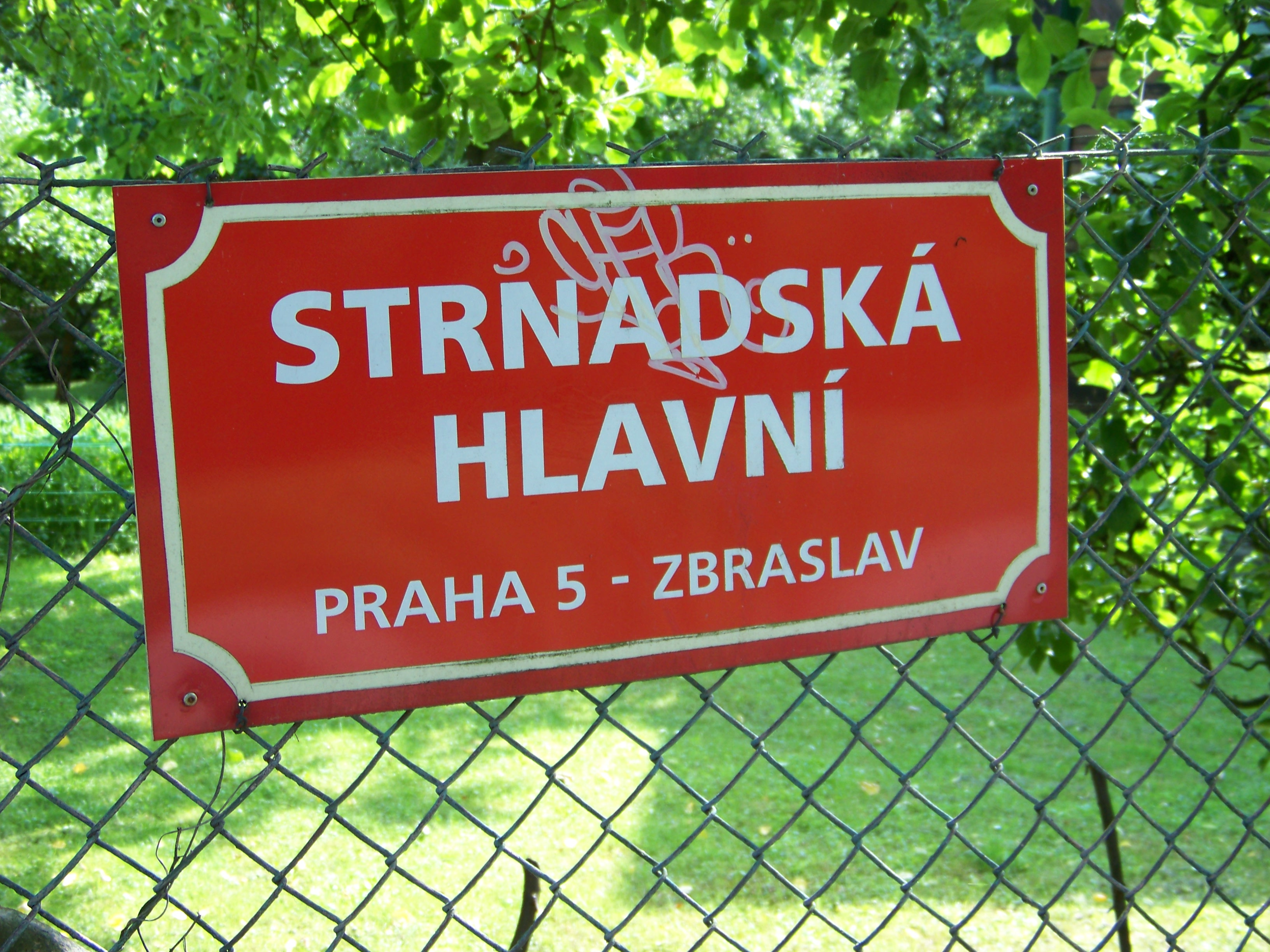
Neoficiální název ulice ve zbraslavských Strnadech

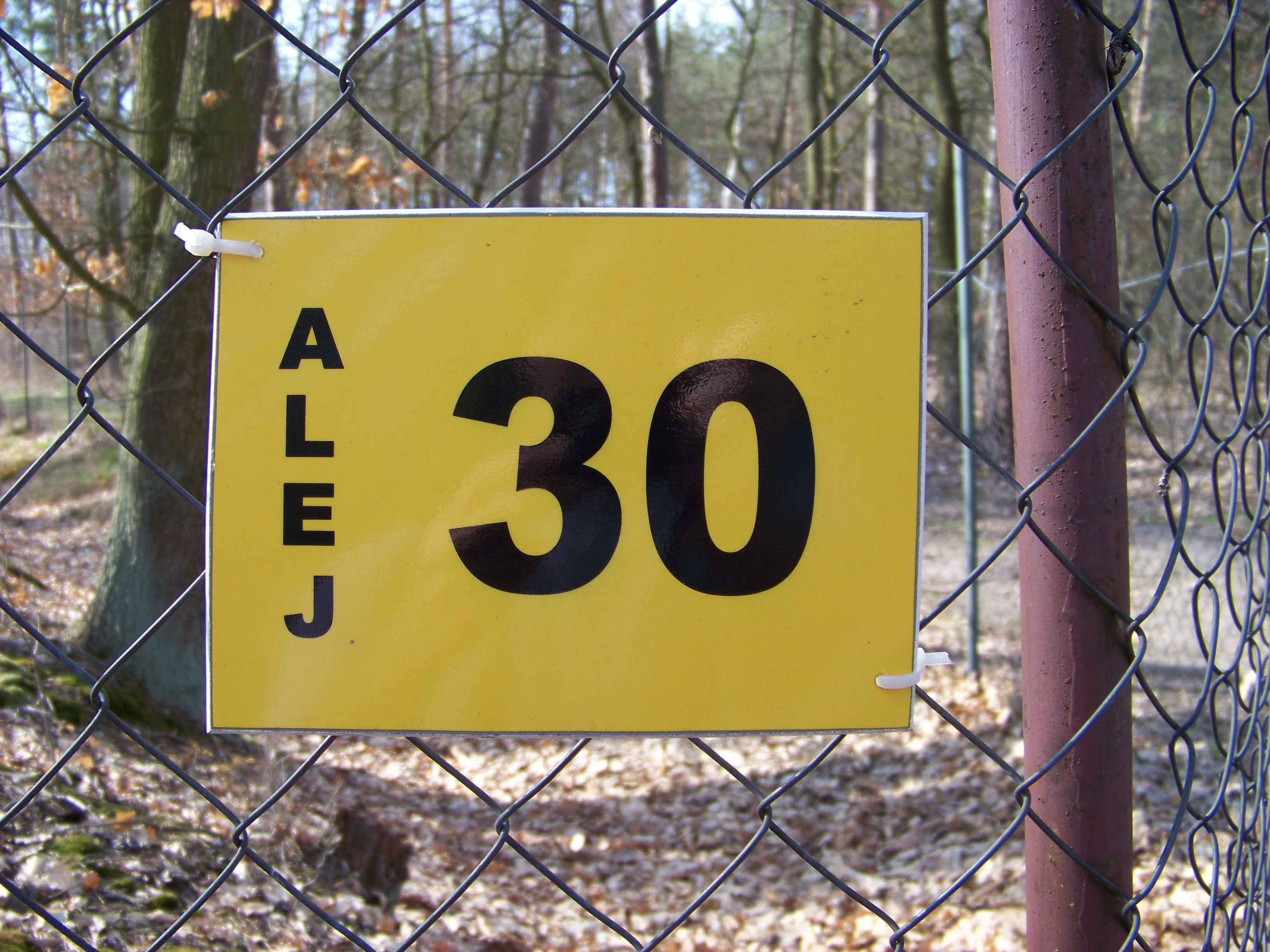
V Kersku byl podle amerického vzoru zaveden systém číslování „alejí“

V některých obcích mají ulice sice pojmenovány, ale neoficiálně, mimo režim postupu dle zákona o obcích a bez registrace názvů ulic v registru RÚIAN, případně jde o historické pojmenování, které nebylo ve státním registru zaregistrováno.
V některých obcích jsou ulice pojmenovány, avšak podle RÚIAN zde uliční síť není zavedena a adresy nejsou k ulicím přiřazeny:
- město Špindlerův Mlýn v okrese Trutnov včetně částí Bedřichov a Labská. Kolem roku 1995 byl zpracován návrh na pojmenování ulic, zastupitelstvo jej však zamítlo, aby občané a podnikatelé nebyli zatěžováni výměnou dokladů. Návrh se však dostal na veřejnost a neoficiální pojmenování se ujalo, i když názvy nebyly vyznačeny tabulemi. Ve strategickém plánu rozvoje města na období 2021–2028 je konstatováno, že ve městě je 28 ulic, a jejich názvy jsou zde vyjmenovány, územní plán města z listopadu 2011 názvy ulic běžně používá k popisu polohy staveb.
- Valy v okrese Pardubice (byly v RÚIAN evidovány, ale následně vymazány)
- Dobřichov v okrese Kolín
- Dolánky nad Ohří v okrese Litoměřice: podle mapy Mapy.cz pojmenovány tři ulice (Pocnerova, A. Hýře, U Státní silnice), avšak registr RÚIAN tyto názvy neeviduje a nepřiřazuje k nim žádné adresy. Ulice Pocnerova je fyzicky označena dobře zachovanou tabulí, ulice A. Hýře nečitelnou zkorodovanou tabulí.
- Sudoměřice v okrese Hodonín
- Velká nad Veličkou v okrese Hodonín
- Čejč v okrese Hodonín. V prosinci 2022 obec pojmenování ulic popularizovala hrou založenou na vydaném adventním kalendáři s očíslovanými názvy ulic.[15] Existence názvů ulic je zmíněna již za protektorátu, kdy si zástupce NSDAP postěžoval na nedostatek loajality Čejče k říši, který se projevoval mimo jiné tím, že obec nenechala vyrobit předepsané tabulky s názvy ulic.[16]
- Hovorany v okrese Hodonín
- Šardice v okrese Hodonín
- Prušánky v okrese Hodonín. Ulice si obec pojmenovala, ale nepožádala o zápis do státního rejstříku.[17] Podle osmdesátileté pamětnice byly ulice pojmenovány vždycky.[18]), avšak názvy nebyly oficiálně zapsány do státních registrů a adresy k nim oficiálně nebyly přiřazeny. To se změnilo k 17. lednu 2025, kdy bylo do RÚIAN zapsáno 36 názvů. Obec oznámila, že se tím obyvatelům mění adresa a že si musejí do konce června vyměnit občanský průkaz. Obec vyjednala speciální úřední čtvrtky pro občany Prušánek na městském úřadu v Hodoníně a po šest týdnů tři jízdy speciálního autobusu každý čtvrtek z Prušánek k hodonínskému úřadu a zpět.[19]
- Nížkovice v okrese Vyškov
- Zelená Hora v okrese Vyškov: anketa o vytvoření neoficiálních názvů všech tří ulic vyhlášena v prosinci 2005, z užšího výběru vždy po dvou návrzích byly na veřejném zasedání zastupitelstva obce dne 27. 3. 2006 anonymně zvoleny nejlepší názvy.[20]
- Měnín v okrese Brno-venkov
- Podolí v okrese Brno-venkov
- Vranov v okrese Brno-venkov
- Nedakonice v okrese Uherské Hradiště
- Polešovice v okrese Uherské Hradiště
- Vlčnov v okrese Uherské Hradiště. Názvy a vymezení 29 ulic jsou popsány v Kronice města Vlčnova pod rokem 1995, aniž by zde bylo zmiňováno, zda jsou názvy oficiální.[21]
- Humburky v okrese Hradec Králové – v obci jsou ulice vyznačeny informačními tabulemi
- Koštice v okrese Louny – v obci se dosud nacházejí cedule historického pojmenování ulic

V Městečku v okrese Rakovník byly v RÚIAN evidovány názvy Ohnivcova náves, Malá Strana, Velká Strana, Nádražní, V chaloupkách, Na ohrádce, V kopcích, U hřiště, Na hůrce, Kaprova, avšak adresy k nim nebyly přiřazeny. Tyto názvy ulic byly následně zrušeny a vymazány.
V obci Těrlicko před rokem 2009 sice většina ulic v centru obce zažité názvy přidělené a vyznačené měla a dokonce byla historicky vyznačená i orientační čísla, ale tyto názvy a čísla nebyly oficiální a nebyly obsaženy v RÚIAN. V srpnu 2009 zastupitelstvo nenašlo přesvědčivé důvody pro zoficializování tohoto pojmenování, důvodem odmítnutí byla nutnost plošné výměna dokladů, nutné změny v dokumentech i případná nutnost dvojjazyčnosti názvů s ohledem na národnostní složení. V roce 2013 však oficiální názvy ulic v Těrlicku přece jen zavedeny byly.
V části Kaňk města Kutná Hora v červenci 2020 osadní výbor konstatoval, že o pojmenování ulic v této části města usiluje již více než 10 let, avšak administrativní zátěž pro občany spojená s pojmenováním ulic by byla časově neúměrná a pro starší spoluobčany bez pomoci mnohdy téměř neřešitelná, značné komplikace by se týkaly i organizací a OSVČ. Z tohoto důvodu osadní výbor od oficiálního pojmenování ulic na Kaňku upouští. Názvy však byly vybrány, projednány a zapsány do interní katastrální mapy a osadní výbor řešil, jak s těmito neoficiálními názvy seznámit veřejnost. Na setkání osadního výboru s vedením města 16. září 2020 došlo ke shodě na záměru pojmenovat ulice oficiální cestou s tím, že městský úřad nebude udělovat sankci za to, když si občané nevymění občanský průkaz ihned po pojmenování ulice. 11. května 2021 názvy schválilo zastupitelstvo a 25. květnu 2021 se tyto názvy objevily jako oficiální v registru RÚIAN.
Hradec Králové v květnu 2017 odstranil neoficiální názvy ulic v zahrádkářských osadách (např. Polabí, K Labi, Zahrádkářská osada, Chaty, U Labe) a zavedl místo nich oficiální názvy Zahrádkářská osada Polabí a Zahrádkářská osada U Labe.
Prostějovská část Vrahovice má ulice oficiálně pojmenované, ale kromě toho se zde používají ještě dva neoficiální názvy ulic: „Za ulicí Josefa Hory“ a „Za ulicí kpt. Nálepky“.
V některých obcích sice oficiálně ulice pojmenovány jsou, ale některé ulice, ač zjevně označené oficiálními tabulemi a zmiňované v oficiálních výstupech obce, v RÚIAN evidovány nejsou. Příkladem jsou například ulice Spojovací a Krátká v Bílině (opomenutý zápis do RÚIAN) nebo ulice Na Můstku v Trmicích.
Vedle oficiálních pojmenování existují i různé lokální systémy označování ulic a neúřední názvy – například tradiční číslování „alejí“ v Kersku, neoficiální pojmenování ulic ve zbraslavské osadě Strnady, číslování postranních uliček podle páteřních ulic v Bystřici nad Olší, různá soukromá označení účelových komunikací atd.
Pojmenování parků, mostů a lávek, ostrovů, malých čtvrtí nebo osad atd. je v některých případech evidováno jako názvy veřejných prostranství v režimu názvů ulic, v jiných případech jde o místní a pomístní názvy mimo tento režim a mimo systém územních prvků registrovaných v RÚIAN. Město Plzeň 7. září 2006 přejmenovalo řeku Berounku na svém území na Mži v režimu zákona o obcích jakožto veřejné prostranství, v roce 2011 však toto své rozhodnutí zrušilo, protože se jim nepodařilo přesvědčit ostatní obce a ministerstvo zemědělství k navrácení názvu Mže celému toku Berounky.

## Absence pojmenování
V České republice nemá více než tři čtvrtě všech obcí pojmenované ulice. V únoru 2025 zveřejnil ČÚZK na sociální síti X post, že podle jeho statistiky nemá 77,15 % obcí pojmenované ulice a 22,85 % obcí je pojmenované má.
Největšími částmi obce, ve kterých nejsou pojmenované ulice, a to ani neoficiálně, jsou (s č.p. nad 1000):
- Dětmarovice v okrese Karviná – zde už v předchozích letech minulé vedení obce neúspěšně pokoušelo o pojmenování ulic. Byla už i několikrát anketa o pojmenování ulic, kde většina místních obyvatel byla proti.
- Vendryně na Třinecku v okrese Frýdek-Místek
- Mosty u Jablunkova v okrese Frýdek-Místek
- Dobrá v okrese Frýdek-Místek
- Horní Bečva v okrese Vsetín
- Část města Třinec Oldřichovice v okrese Frýdek-Místek
- Palkovice v okrese Frýdek-Místek
- Čeladná na Frýdlantsku v okrese Frýdek-Místek

V obci Hostěrádky-Rešov v okrese Vyškov se dřívější vedení obce více než 40 let před rokem 2016 pokoušelo názvy ulic zavést a tabulky s názvy již byly vyrobeny, nakonec však akce nebyla dokončena a ulice zůstaly nepojmenované, protože si vedení obce uvědomilo, že pojmenování ulic by znamenalo výměnu dokladů všech lidí, kteří mají v obci trvalé bydliště. Předchozí zastupitelstvo před rokem 2016 pojmenování několikrát bezvýsledně projednávalo. Absence pojmenování působí problémy například při oznamování opravy ulice nebo v silničních navigacích.
Ve Vacenovicích v okrese Hodonín vytvořili systém pojmenování ulic v roce 2012, ale realizace byla čtyři roky odkládána z obavy, že by si všichni museli měnit doklady. Nakonec však ulice v roce 2016 byly oficiálně pojmenovány.

## Názvy podle tématu
Deník.cz provedl začátkem roku 2018 k příležitosti 100. výročí vzniku Československa analýzu více než 80 tisíc evidovaných českých názvů ulic, náměstí a veřejných prostranství, aby z jejich pojmenování určil, kterých historických osobností si obyvatelé váží nejvíce. Došel k tomuto pořadníku:
1. Jan Amos Komenský: 473 názvů
2. Jan Hus: 433 názvů
3. Miroslav Tyrš: 405 názvů
4. Alois Jirásek: 377 názvů
5. Karel Havlíček Borovský: 373 názvů
6. Bedřich Smetana: 361 názvů
7. František Palacký: 325 názvů
8. Jan Žižka: 319 názvů
9. Tomáš Garrigue Masaryk: 315 názvů
10. Božena Němcová: 298 názvů

Celkově je nejvíce těchto názvů:
1. Zahradní: 693
2. Krátká: 589
3. Nádražní: 517

Názvy v Praze monografie Pražský uličník v kapitole věnující se statistice názvů dělí do několika tematických kategorií:
- podle polohy či místa (většina názvů s předložkami, názvy podle směru, polohy nebo objektů, které se v ulici nacházejí, podle polohy ve čtvrti atd.: cca 30 % názvů
- pomístní jména, podle již neexistujících objektů, podle řemesel v ulici nebo původního určení prostranství: cca 10 %
- podle charakteru ulice: cca 4 %
- podle vsí i měst v Čechách: cca 20 %
- jiné zeměpisné názvy: státy, zahraniční města, české i zahraniční hory či pohoří, řeky, rybníky aj.: cca 4 %
- podle reálných osob: cca 25 % (v posledních 20 letech před rokem 2022 stoupl tento podíl z původních cca 21 %) – nejsou sem zahrnuty ulice pojmenované podle skupin osob (brigádníků, kozáků, partyzánů) ani podle bájných či literárních postav
- ostatní cca 7 % – např. podle bájných a literárních postav, podle skupin osob, podle dat a událostí, podle rostlin a hub, zvířat, nerostů, prvků a hornin, titulů a funkcí, sportů aj.

K roku 1894 vyhláška městské rady jmenuje v Praze 384 názvů ulic, náměstí a sadů. Před vznikem Velké Prahy v roce 1922 bylo v Praze kolem 500 pojmenovaných ulic a náměstí, po rozšíření Prahy kolem 1500, v roce 1938 jich v rejstříku bylo 2575. V roce 1958 bylo evidováno v Praze téměř 2800 názvů, v rámci obcí připojených roku 1968 přibylo 1126 pojmenovaných ulic, v roce 1974 dalších 1211 ulic. V roce 1974 po posledním rozšiřování Prahy bylo v Praze evidováno 5600 názvů, v roce 1998 přes 6500 názvů. Ke konci listopadu 2021 bylo v RÚIAN pro území Prahy evidováno 7821 názvů veřejných prostranství. Svůj název za dobu své existence změnilo něco přes 3000 ulic, tedy méně než polovina z celkového počtu. Ulice v částech Prahy připojených po roce 1960 měnily svůj název většinou pouze jednou, v rámci odstraňování duplicit na území města.

## Duplicitní názvy
Ulice nebo jiná veřejná prostranství podle zákonů nesmí mít shodné názvy, což je v praxi ministerstvem vykládáno tak, že nesmí jít o více shodných názvů v rámci jedné obce. Zákon o hl. m. Praze č. 131/2000 Sb. už od svého původního znění v § 13 odst. 2 stanoví: „Shodné názvy ulic, silnic, náměstí, parků a mostů, jakož i dalších veřejných prostranství jsou vyloučeny.“). V zákonu o obcích č. 128/2000 Sb. původně obdobné ustanovení chybělo. Novelizačním zákonem č. 227/2009 Sb., kterým se mění některé zákony v souvislosti s přijetím zákona o základních registrech, však byla do § 29 odst. 1 vložena slova, která z původního znění vytvořila formulaci: „ulice nebo jiná veřejná prostranství se nepojmenovávají shodnými názvy “, přechodné ustanovení v čl. XCVIII zákona č. 227/2009 Sb. stanovilo, že pokud názvy ulic, silnic, náměstí, parků a mostů, jakož i dalších veřejných prostranství v téže obci jsou shodná, obec rozhodne o změně jejich názvů do 1 roku ode dne nabytí účinnosti tohoto zákona. Zákon nabyl účinnosti 1. 7. 2010, tj. roční lhůta uplynula 30. 6. 2011.
Tuto zásadu porušovala řada obcí, například do roku 2016 ji porušovalo několik ulic v původně samostatném Josefově, které byly duplicitní s názvy v Jaroměři.) V Kladně bylo začátkem roku 2016 celkem 31 či 32 duplicitních ulic jako důsledek sloučení připojení města Švermov (katastrálních území Hnidousy a Motyčín) ke Kladnu v roce 1980, od roku 2016 byly duplicity postupně odstraňovány. Koncem srpna 2017 tuto zásadu porušovalo ještě 10 obcí: Kladno 8 ulic, Jaroměř 6 ulic, Staňkov a Peruc po 2 ulicích (v Peruci Sokolská a Hřbitovní), po jedné ulici Teplice, Ohrobec, Nespeky, Suchdol nad Lužnicí, Hradec nad Moravicí a Dolní Benešov. V Peruci zastupitelstvo obce po prvním napomenutí od ministerstva vnitra přejmenování provést odmítlo. Ministerstvo vnitra údajně přejmenování nařídit nemůže ani nemůže udělit za nerespektování zákona pokutu.
Zpravodajství České televize však v srpnu 2017 zveřejnilo zřejmě neaktuální mapu těchto prohřešků, protože město Jaroměř již v roce 2015 obdrželo od ČÚZK jako správce základního registru Výzvu k odstranění shodných názvů ulic na svém území, který zmiňoval 8 případů údajných duplicit, a město prověřením došlo k závěru, že v jednom případě (Hradecká) se jedná o jednu průběžnou ulici procházející třemi částmi obce, v dalších 7 případech se jedná o názvy v Josefově duplicitní s názvy ve zbytku města. K 1. únoru 2016 byly přejmenovány 3 ulice v hlavní části Jaroměře (5. května, Novoměstská, Příčná), k 1. březnu 2016 byly přejmenovány 4 ulice v části Josefov (Husova, Jiráskova, Lužická, Palackého), čímž byly všechny urgované duplicity odstraněny. Změna se dotkla přibližně 360 občanů a více než 60 podnikatelů. Ještě v červenci 2022 však některé duplicity v Jaroměři zjevně přetrvávaly, například ulice Komenského, která pozornosti ČÚZK unikla zřejmě proto, že k jedné z těchto dvou ulic nejsou přiřazeny žádné adresy (a zřejmě jde o chybný zápis Komenského mostu jako Komenského ulice).
Podle reportáže České televize ze září 2018 zbývalo ještě 9 obcí s duplicitními názvy. V Kladně z původně 31 duplicitních ulic zbývaly ještě dvě duplicity, jednou z nich byly ulice s názvem Sokolská. V Kladně, Peruci a Staňkově zbývalo po dvou duplicitách, v dalších 6 obcích (Ohrobec, Čelákovice, Lštění, Suchdol nad Lužnicí, Hradec nad Moravicí a Dolní Benešov.) po jedné duplicitě.
Případy, kdy původně souvislá ulice je přerušena do několika nenavazujících částí, a případy, kde se ulice větví či dokonce je pod jedním názvem „ulice“ evidována celá síť ulic, zřejmě jako duplicity vyhodnocovány nejsou.
V registru RÚIAN se případy duplicit ošetřovaly tak, že dvojice ulic téhož názvu v jedné obci byly evidovány pod společným identifikačním číslem jako jedna nesouvislá ulice s dvěma částmi.

## Vyznačování názvů
Náklady na označení ulic a jeho údržbu nese obec v samostatné působnosti. Vlastníci nemovitostí jsou ze zákona povinni bezplatně strpět umístění označení na své nemovitosti a nesmějí označení zakrýt ani v blízkosti tabulky umisťovat jiné nápisy (§ 30 zákona o obcích).
Podle vyhlášky č. 326/2000 Sb. se tabulka s názvem ulice v obci umístí vždy na začátku a na konci každé ulice a před a za křižovatkou s jinou ulicí. V málokteré obci je tento požadavek důsledně uplatňován. V předchozí vyhlášce č. 97/1961 Sb. takto náročný požadavek specifikován nebyl.

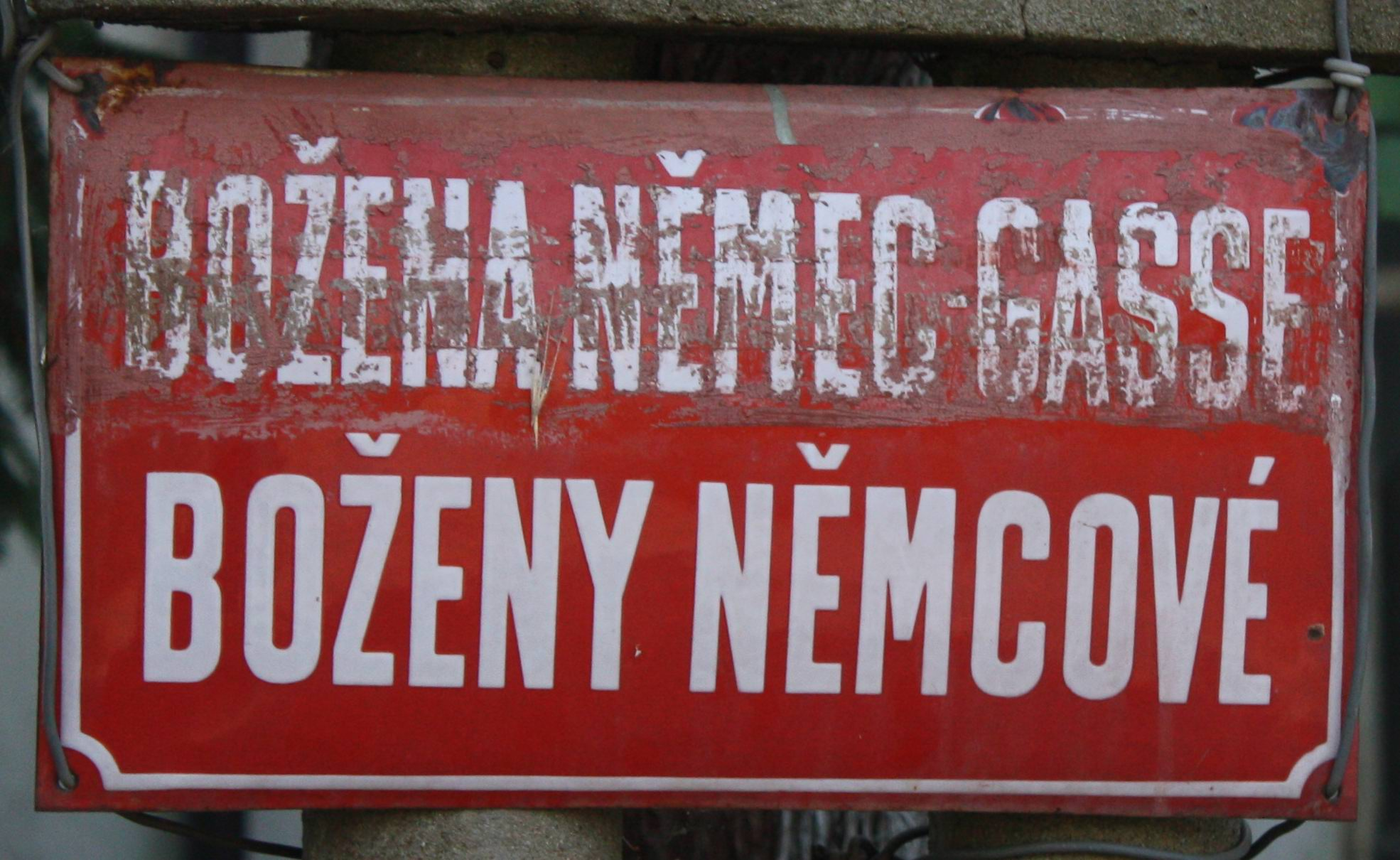
Protektorátní dvojjazyčný název v Řevnicích

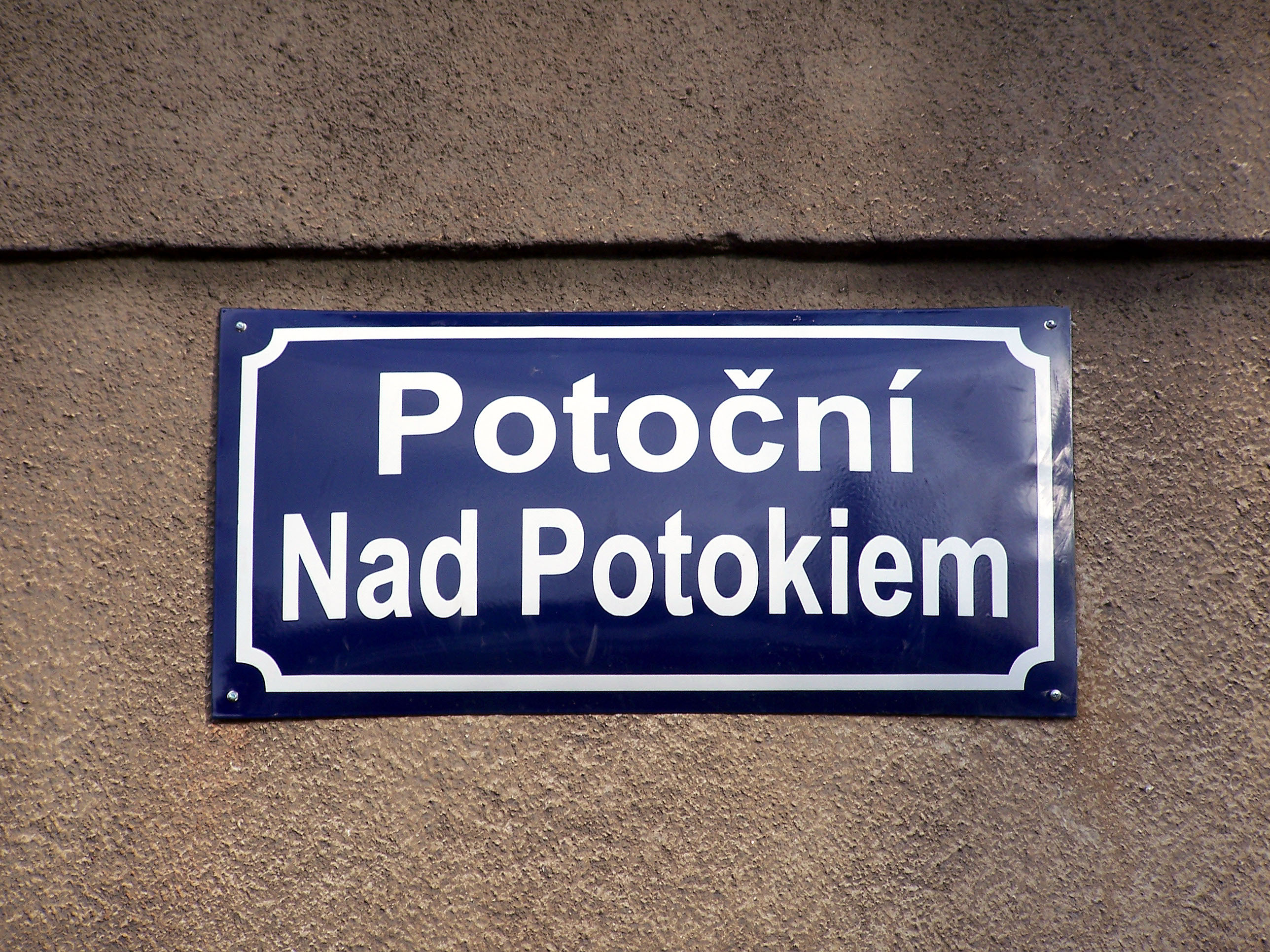
Česko-polské označení v Českém Těšíně

Podle § 29 zákona o obcích se název obce, jejích částí, ulic a jiných veřejných prostranství uvádějí vždy v českém jazyce; v obci, kde se podle posledního sčítání lidu hlásilo k nějaké národnostní menšině alespoň 10 % jejích občanů, se názvy uvádějí též v jazyce národnostní menšiny, pokud o to její zástupci požádají prostřednictvím výboru zastupitelstva pro národnostní menšiny a pokud tento výbor svým usnesením návrh doporučí. Zákon o hlavním městě Praze se jazykovou otázkou názvů nezabývá.
Uvádění dalších údajů na tabulích s názvy ulic, například názvu obce, čtvrti, katastrálního území, městského obvodu nebo městské části, není ve vyhlášce č. 326/2000 Sb. požadováno a je tedy záležitostí vlastního rozhodnutí umisťovatele (zpravidla obce), případně tím může být realizována povinnost vyplývající z jiných právních předpisů.
V Praze se nejprve od 27. října 1787 označovaly názvy ulic černými nápisy na nárožních domech. Na základě aktu Sboru obecních starších z 8. října 1868 se názvy pražských ulic označovaly na plechových tabulkách, které měly v každé pražské čtvrti jinou barvu a byly německo-české. Pražská vyhláška z 20. dubna 1894 stanovila nahrazení dvojjazyčných tabulí českými s bílým nápisem v červeném pozadí a s bílým nebo modrým ozdobným orámováním. Podobné tabule jsou v Praze dodnes. V jiných obcích je však rozšířené i značení v jiných barevných kombinacích, například bílým písmem na modrém podkladě, černým nebo modrým písmem na bílém podkladě i jinak.
Smaltované tabule s názvy ulic se v Praze používají od konce 19. století. Tabule si i přes drobné změny dosud zachovaly unikátní rukodělný vzhled. Jednotlivá písmena byla tvořena z ručně kreslených šablon. Nověji jsou tabule vytvářeny z počítačového písma (nejčastěji písma Helvetica z roku 1957), které je na tabulích často deformováno. V některých čtvrtích (jako příklad uvedeny Čakovice) jsou umisťovány nekvalitní plastové imitace. Podle „Řádu pro jednotné označování veřejných prostranství a číslování domů“, vydaného ve Sbírce nařízení, vyhlášek a instrukcí ÚNV hl. m. Prahy ze dne 3. ledna 1960, ročník 1960, částka 1 byly uliční tabule s názvem veřejného prostranství plechové, červeně smaltované a s modrou obrubou, obdélníkového tvaru o délce 80 cm a výšce 40 cm. Název byl uveden bílými písmeny vysokými 9 cm, označení katastrálního území a městského obvodu pak písmeny vysokými 5 cm. Tento řád byl zrušen usnesením Zastupitelstva hlavního města Prahy č. 09/18 ze dne 24. června 1999 a od té doby nestanoví vzhled ani podrobnosti k požadavkům na umístění tabulí a tabulek žádný závazný předpis hlavního města. Pro hlavní město Prahu a majitele pražských nemovitostí dodávají tabule a tabulky tři smaltovny. Na objednávku města dodávají tabule smaltovna Gaen v Praze-Hlubočepích a smaltovna SMALT v Želechovicích. Smaltovna Český Brod dodává tabule pouze soukromým zákazníkům.
V návaznosti na jednání Expertní skupiny primátora pro vizuální podobu města Rada hlavního města Prahy usnesením č. 1267 z 28. 8. 2012 schválila jednotný vzhled uličních tabulí podle manuálu, který vytvořili studenti Vysoké školy uměleckoprůmyslové v Praze Filip Kraus, Jan Kříbek, Jan Novák a Vojtěch Říha pod vedením Mgr. Filipa Blažka. Manuál respektuje tradiční barevné, grafické, rozměrové i obsahové provedení (tedy např. že i nadále se na tabuli uvádí název čtvrtě a jednoho z deseti městských obvodů, ale nikoliv název městské části ani správního obvodu), ale definuje nový styl písma (písmo „SMALT“) a stanoví jeho proporce (základní výška písma 90 a 47 mm, vzory znaků ve 4 šířkových variantách – 1000, 700, 400 a 100, prostrkání, umístění řádků, maximální šířka textu atd.) a barvy (červená RAL 3000, bílá RAL 9003). Manuál obsahuje i doporučení týkající se podoby tabulek s domovními čísly. Usnesení rady ukládá magistrátnímu odboru ZIO prověřit možnosti implementace rozšířené verze projektu zahrnující méně standardní případy a možnosti právní ochrany vzhledu tabulí například formou průmyslového vzoru. Odboru ZIO bylo usnesením uloženo zpracovat návrh jednotného rozmístění uličních tabulí a II. fázi záměru kompletního manuálu pro jejich tvorbu a umisťování. Kompletní manuál pro druhou fázi by měl řešit i méně standardní situace, specifika některých městských částí apod. a mohl by zahrnout i označování památek, škol, objektů ve vlastnictví města atd. Dle ustanovení §14 odst. 6 zákona č. 131/2000 Sb., o hlavním městě Praze, označuje budovu číslem popisným (případně orientačním) její vlastník, a to na svůj náklad. Vlastník budovy má také povinnost udržovat domovní čísla v řádném stavu. Tradiční smaltované tabulky lze objednat k vyrobení v libovolné smaltovně.

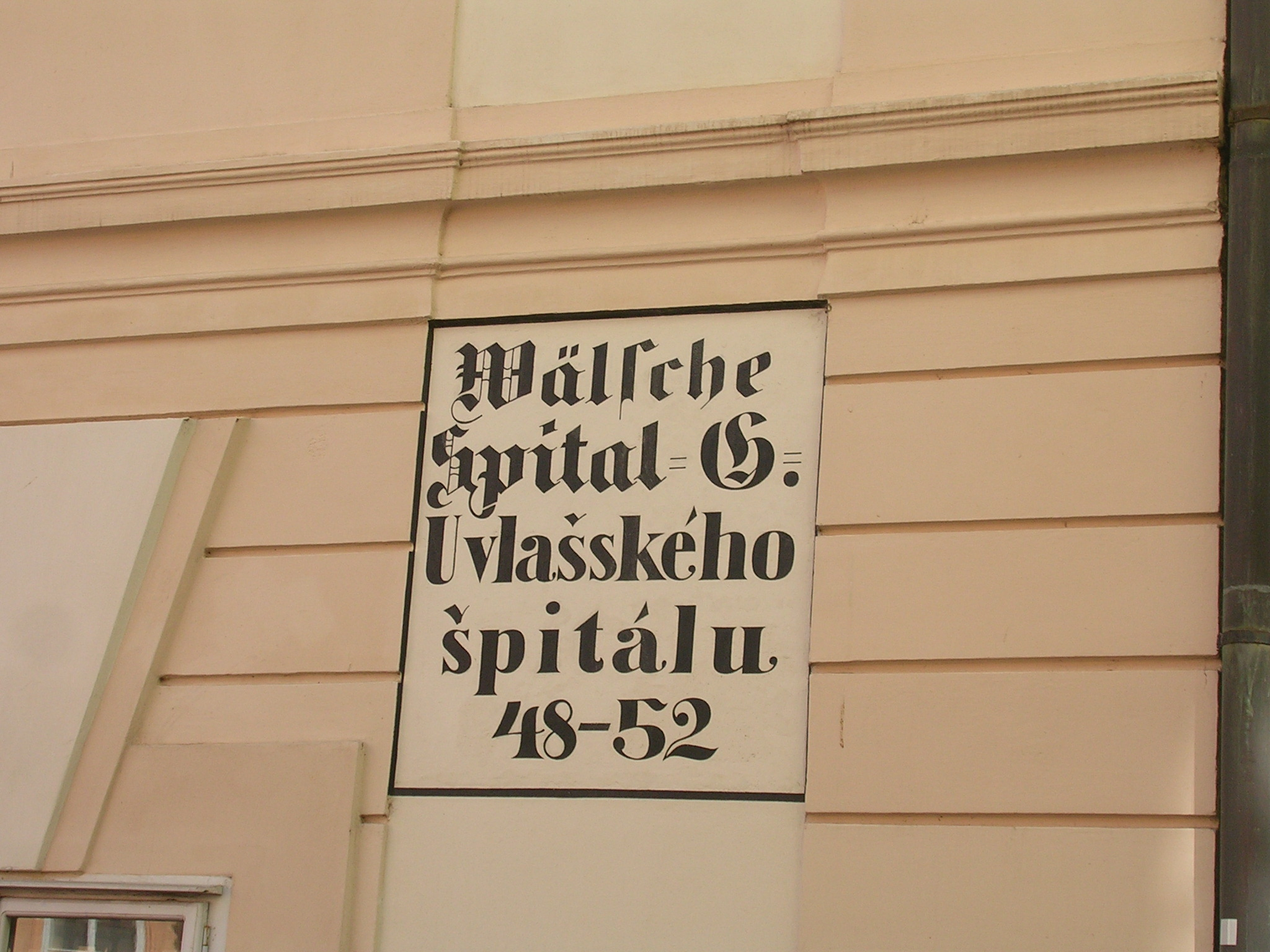
Praha-Malá Strana. Renovovaný nápis z období mezi lety 1787 a 1868
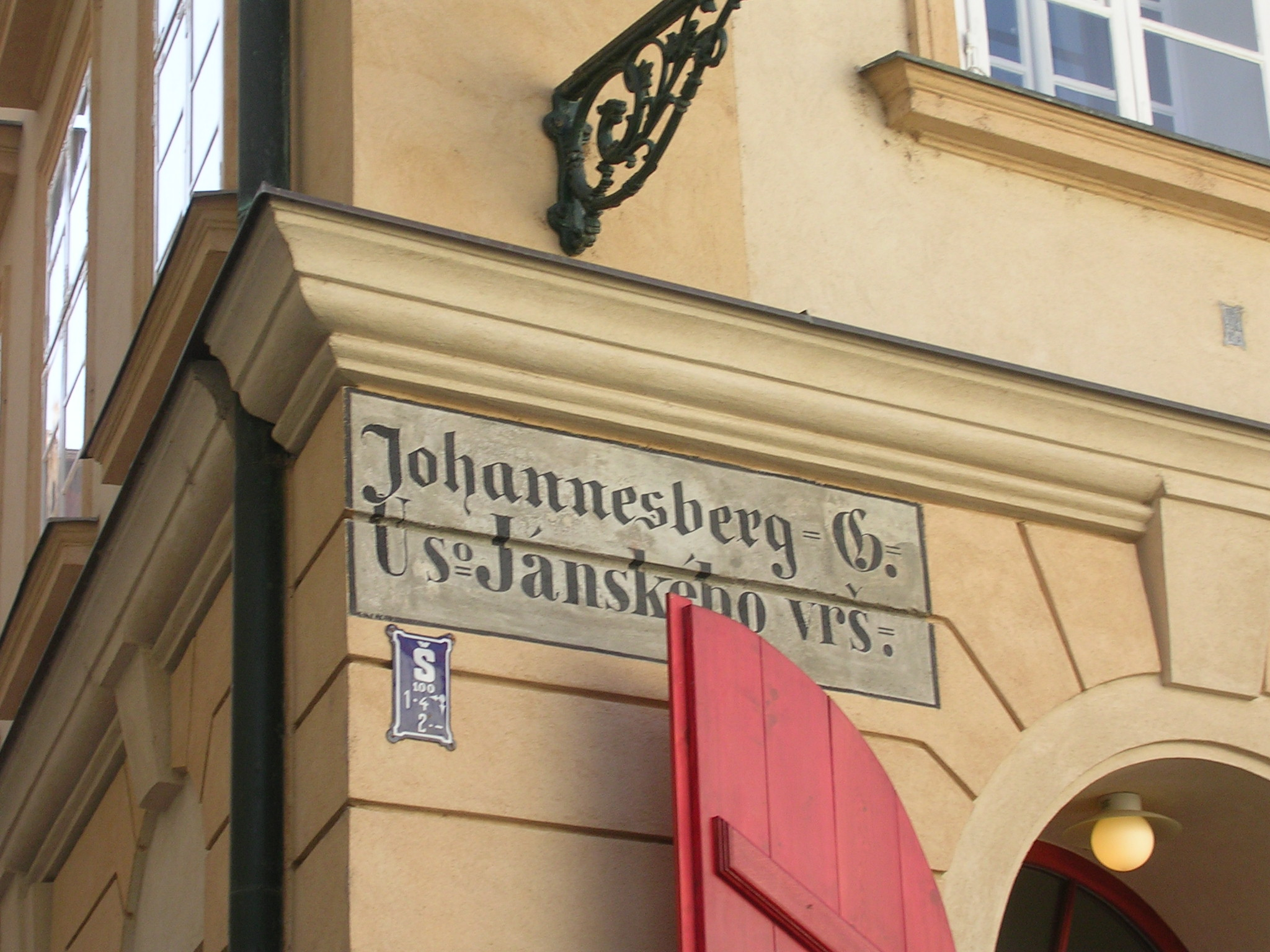
Praha-Malá Strana. Renovovaný nápis z období mezi lety 1787 a 1868
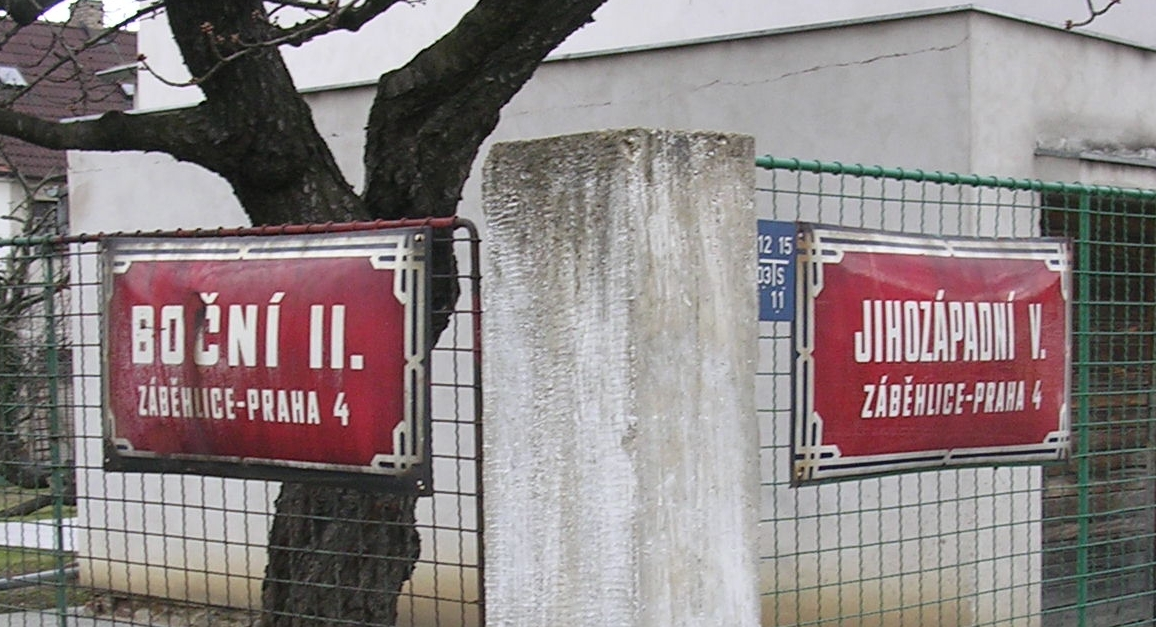
Praha-Spořilov. V téměř shodném provedení se pražské ulice označují od roku 1949 dosud
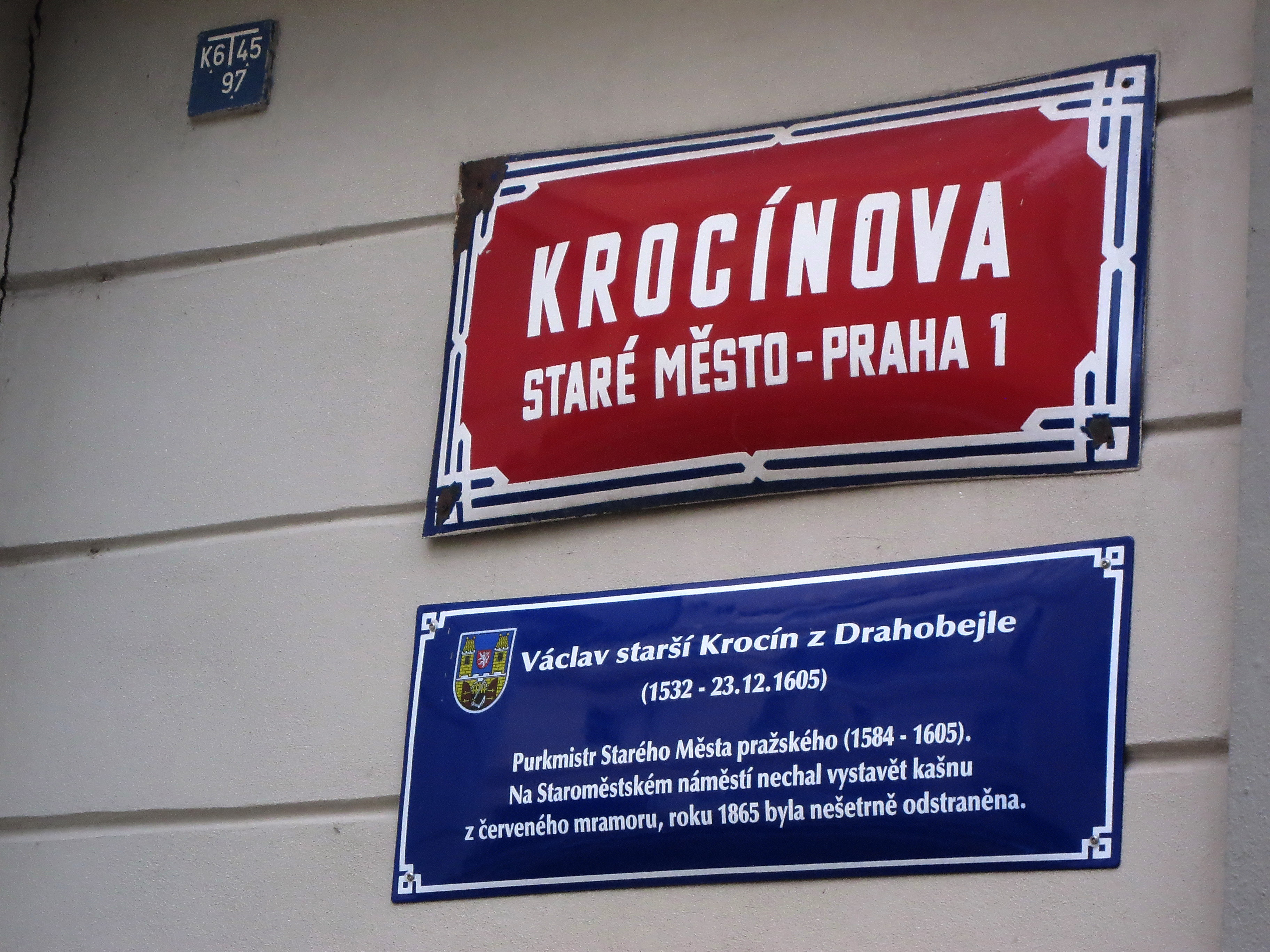
Tabule s názvem ulice, v některých částech Prahy doplněná tabulkou s informací o původu názvu (osobě)
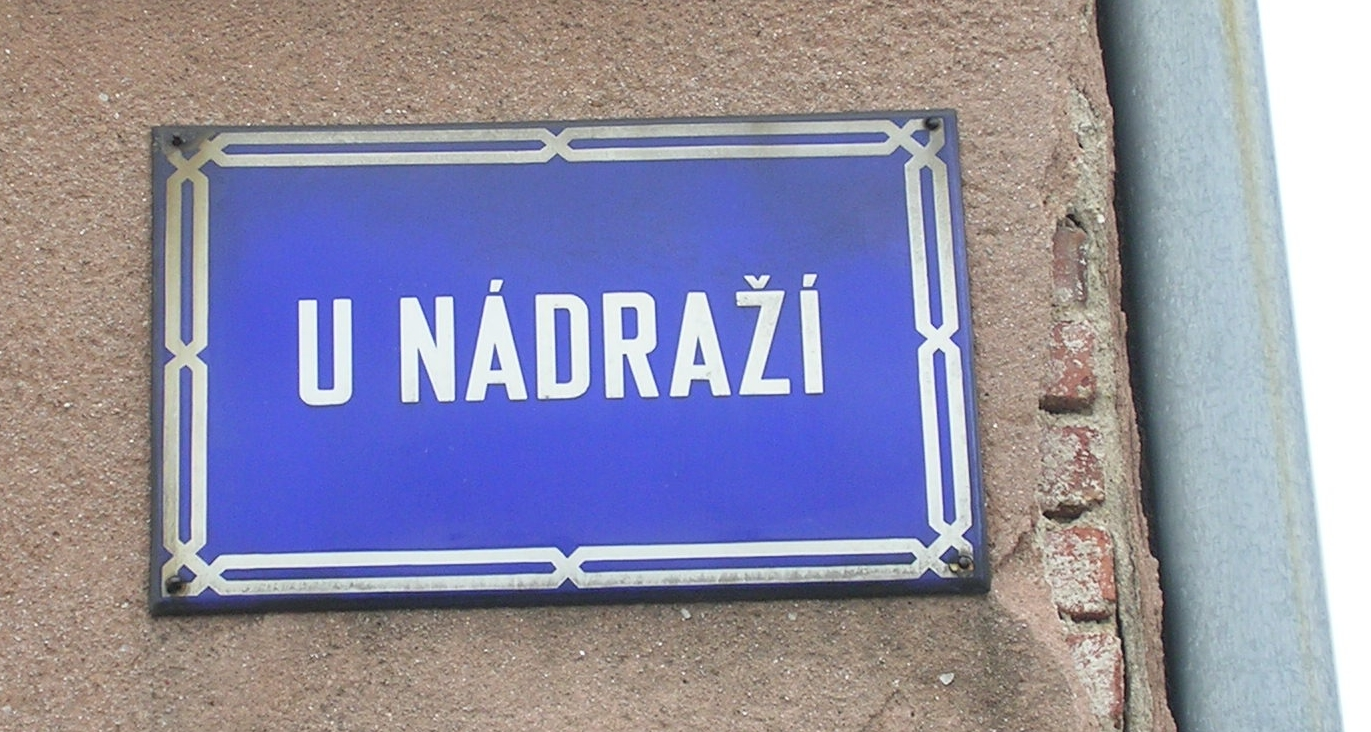
Označení ulice v Jindřichově Hradci
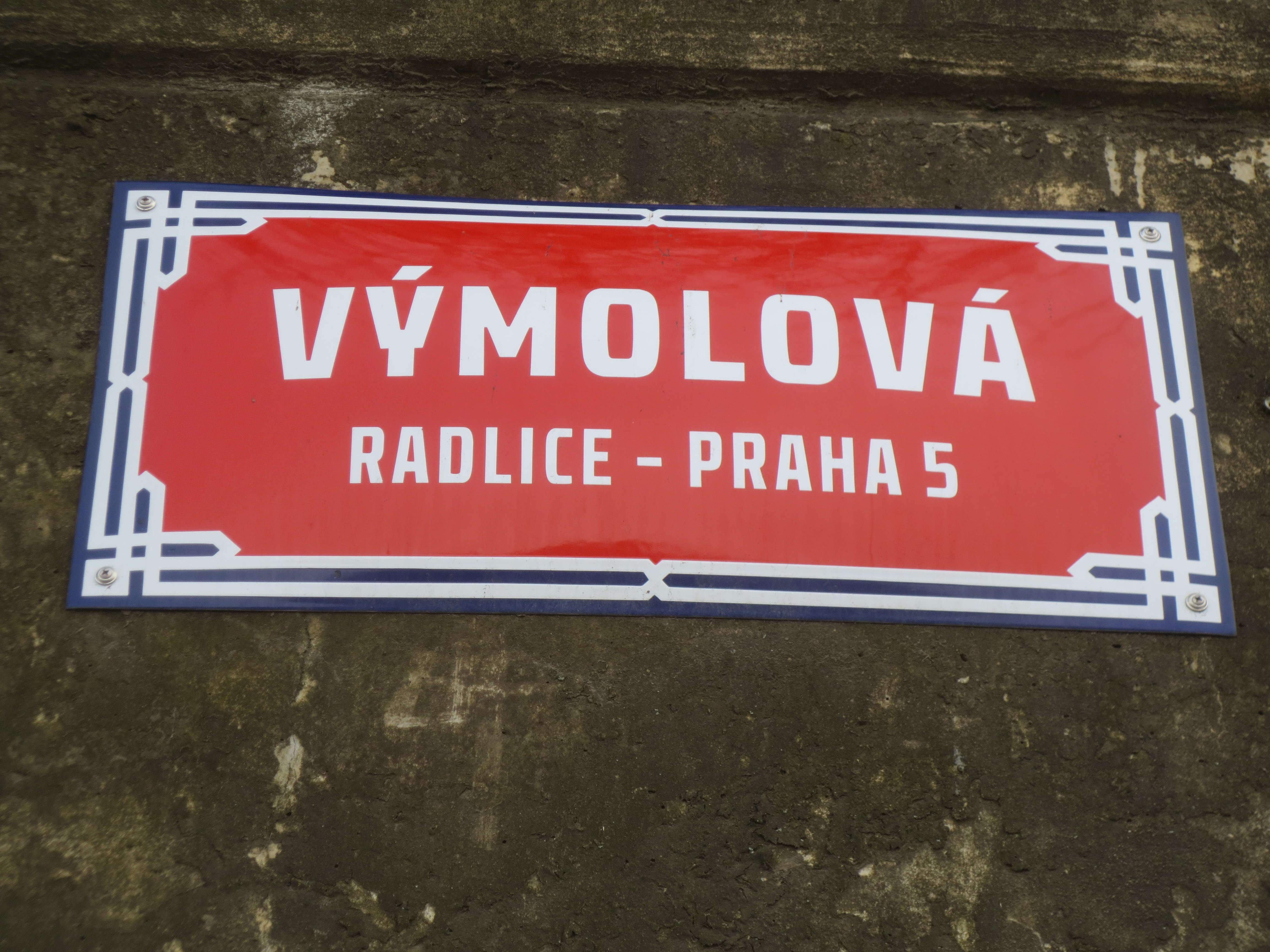
Občas se přihodí faux pas. Ulice Výmolova dle pražského magistrátu jako Výmolová (2019). MUDr. Karel Výmola by se asi divil.

Od 31. ledna 2001 jsou vyhláškou č. 30/2001 Sb., kterou se provádějí pravidla silničního provozu, zavedeny informativní dopravní značky „Označení názvu ulice“ (IS 22a až IS 22f). V některých obcích jsou využívány jako základní způsob vyznačování názvů ulic. V Praze jsou používány jen jako doplňkový navigační systém k dosavadním smaltovaným tabulím umístěným převážně na budovách či plotech.

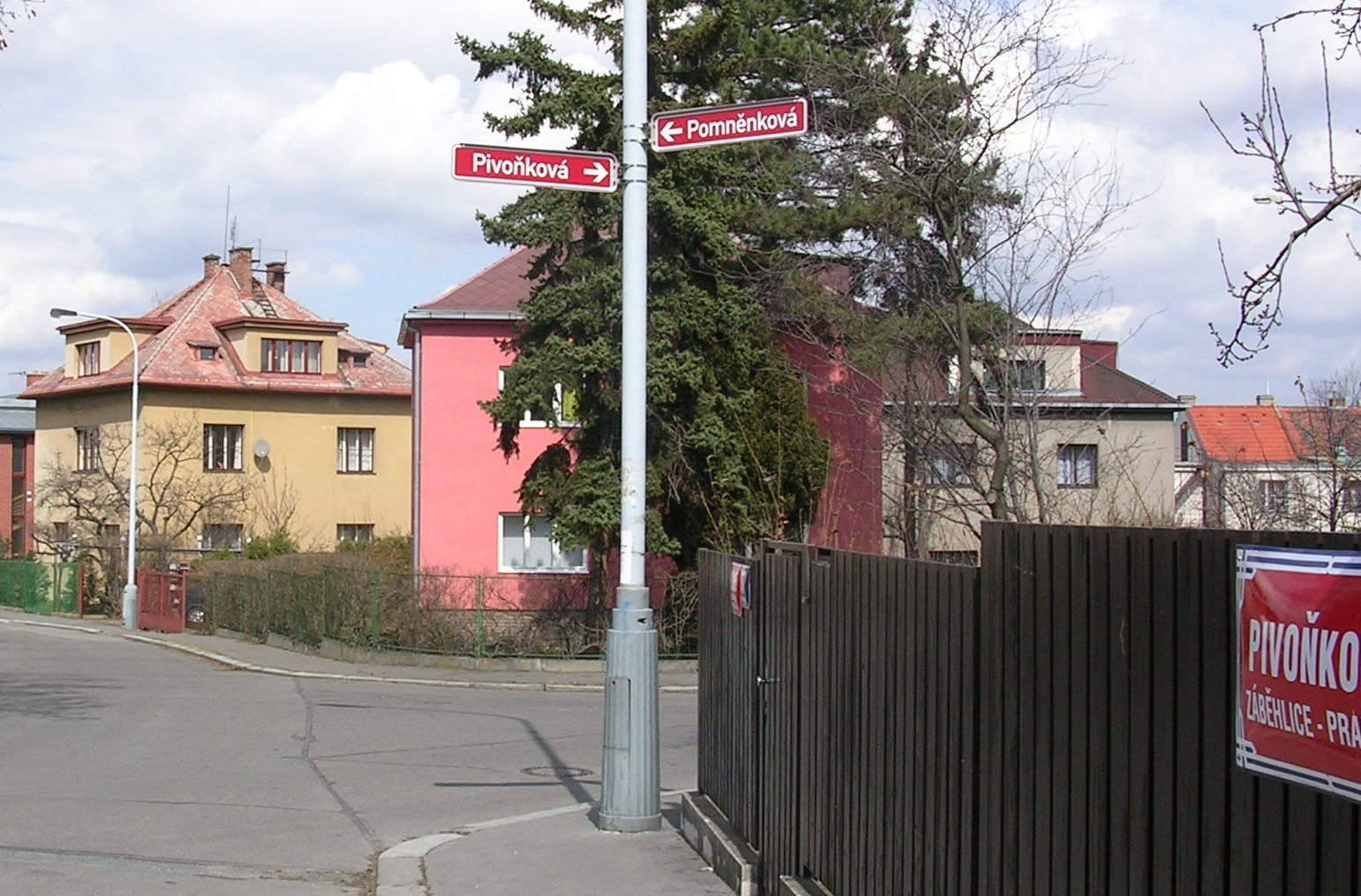
Označení ulic dopravními značkami č. IS 22c a IS 22e použité současně s původním označením, Praha, Zahradní Město
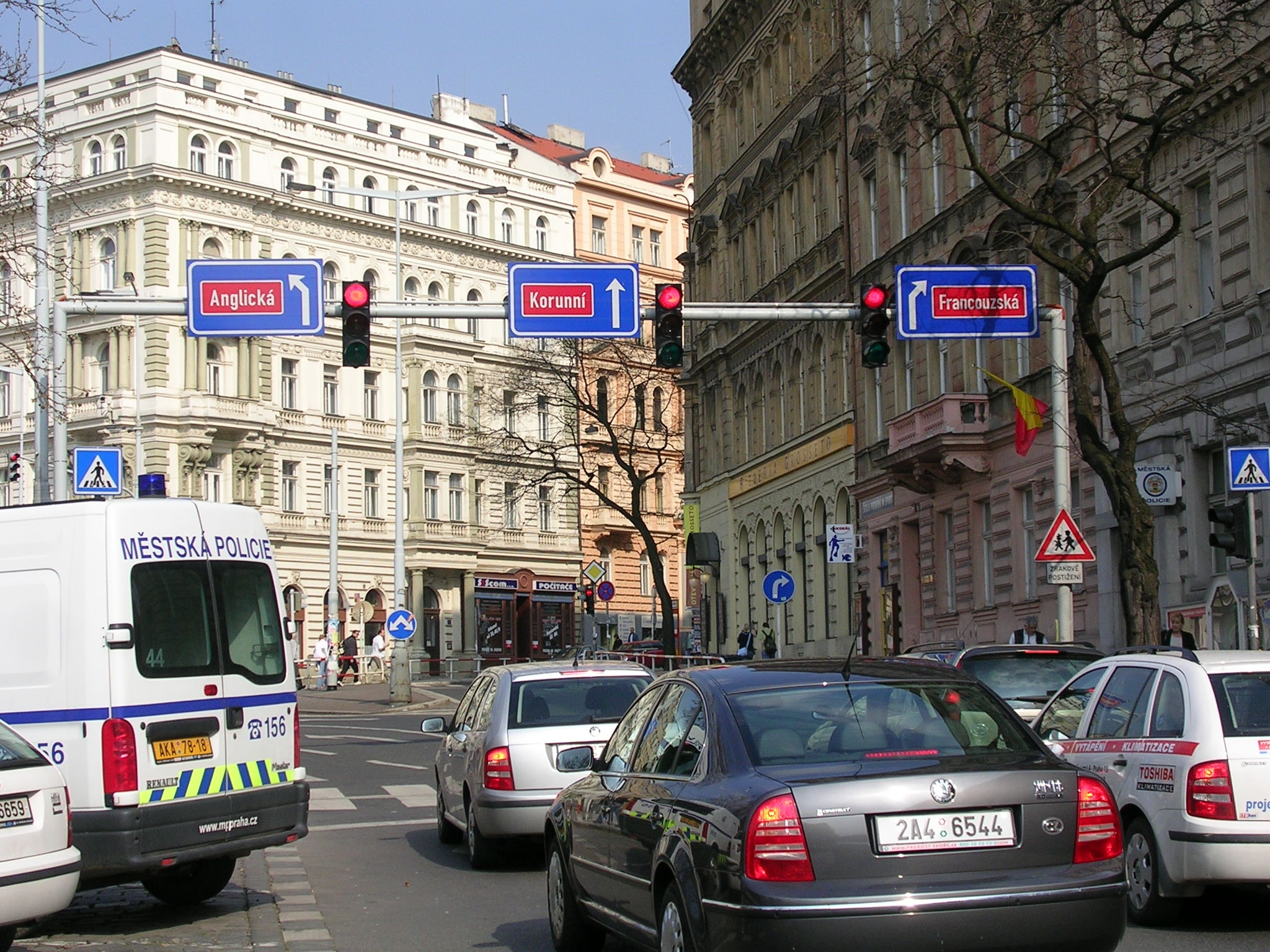
Dopravní značka č. IS 6f podle vyhlášky 30/2001 Sb., varianta s označením názvu ulice, Praha, náměstí Míru

## Pravopis

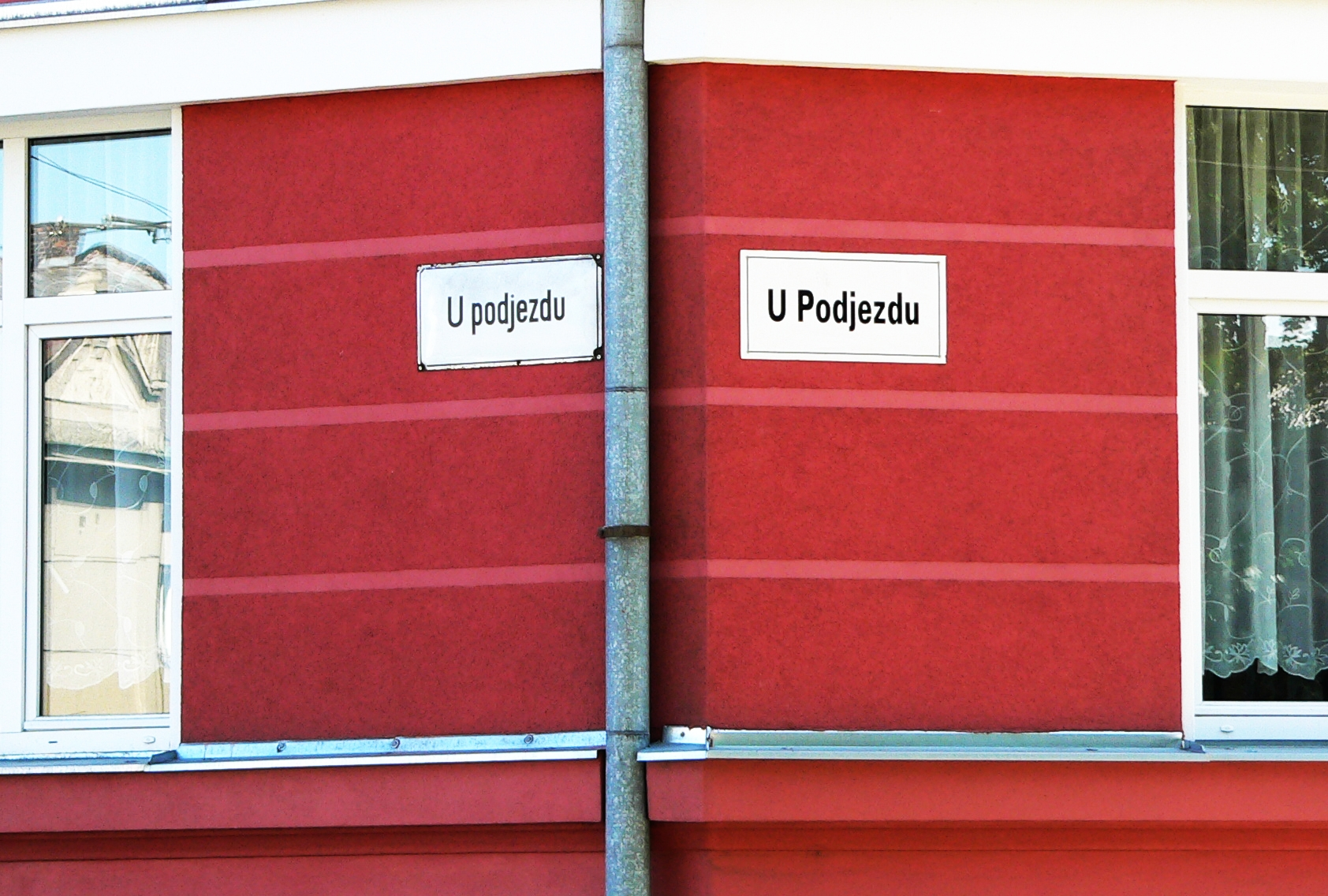
V Olomouci byly umístěny tabule přizpůsobené reformě pravopisu z roku 1993. Oficiální název ulice podle registru adres však je stále postaru „U podjezdu“

V roce 1993 vyšla nová pravidla českého pravopisu zpracovaná Ústavem pro jazyk český AV ČR, v nichž se změnily některé zásady pro psaní velkých písmen ve vlastních jménech. Názvů veřejných prostranství se dotklo zejména pravidlo o psaní velkého písmene v prvním slově za předložkou na začátku názvu, rovněž bylo zavedeno psaní velkého písmene v titulu nebo obecném slově, které v názvu předchází vlastnímu jménu osoby (dříve se psalo „nábřeží kapitána Jaroše“, „náměstí bratří Synků“). V pravidlech však zůstala výjimka pro texty úzce odborného charakteru, v nichž je možné používat původní pravopis slov za předložkou – Internetová jazyková příručka tvrdí, že v tomto případě jsou míněny odborné texty zabývající se původem místních a pomístních názvů.
Mnoho měst a dalších obcí nová pravopisná pravidla určená pro neodborné texty plně akceptovalo, některé obce (například Praha, Brno, Olomouc, Teplice, Přerov, Prostějov, Roztoky u Prahy, Lány, Stříbrná Skalice) však zachovaly všechny nebo některé názvy v původní podobě či se drží tradičního rozlišujícího pravopisu i u nově stanovených názvů. Odborná místopisná komise hlavního města Prahy a Rada hlavního města Prahy setrvává na původním pravopisu (v některých pražských oficiálních názvech ulic nejsou reflektovány ani dřívější pravopisné změny, například „U Zahradního města“ místo „U Zahradního Města“). Pražská místopisná komise navrhuje názvy podle původního (resp. odborného) pravopisu dosud. Dne 11. ledna 2011 rada města schválila například názvy „U třešňového sadu“, „V cestičkách“ a „Na mezi“. Někteří vydavatelé map (například Kartografie Praha) respektují oficiální názvy, jiní vydavatelé (například tvůrci mapového podkladu mapy.cz) upravují názvy podle nového pravopisu. Původního pravopisu se drží i publikace Pražský uličník, vydaná ve dvou dílech v letech 1997 a 1998 pod vedením Marka Lašťovky, a třetí díl z roku 2012. Zatímco v prvním díle ponechali autoři toto rozhodnutí bez komentáře, ve druhém díle (str. 8–9) to obšírně zdůvodnili jednak odkazem na úředně schválenou podobu názvů, jednak odborným charakterem textu, který má zdůraznit původ názvů ulic, což doporučili i pracovníci úseku onomastiky ÚJČ AV.
V Praze například 27. června 2023 místopisná komise rady města projednávala návrh Mgr. Ivany Vojáčkové, která žádala o podporu v jejím úsilí o změnu všech názvů ulic, které mají za předložkou malé písmeno, tak, aby i staré historické názvy měly po předložce velké písmeno. Předseda komise komisi informoval, že se ve věci spojil se Správou registrů a rozhovor nevedl k žádným zásadním závěrům. Bylo konstatováno, že se jedná dle Pravidel českého pravopisu jedná o pouhá doporučení. V diskusi byly vysloveny pochybnosti, zda věc má být předmětem jednání komise. Závěr diskuse byl ten, že dle názoru komise by obtíže spojené se změnou byly neúměrně větší než přínosy. Komise podnět odložila.
Rada města Plzeň se v roce 2008 rozhodla postupně obměňovat tabule v ulicích za nové, které budou psány jen velkými písmeny.

## Historie právní úpravy
- 23. března 1857, císařské nařízení o zavedení systému pojmenovávání ulic a číslování domů uličními čísly
- Zákon č. 266/1920 Sb., o názvech měst, obcí, osad a ulic, jakož i označování obcí místními tabulkami a číslování domů (na Lexdata)
- Vyhláška č. 97/1961 Sb., o názvech obcí, označování ulic a číslování domů
- Zákon 128/2000 Sb. Archivováno 24. 6. 2013 na Wayback Machine., o obcích, § 28–34
- Zákon 131/2000 Sb., o hlavním městě Praze, § 13–14
- Vyhláška Ministerstva vnitra 326/2000 Sb. ze dne 11. září 2000 o způsobu označování ulic a ostatních veřejných prostranství názvy ve znění Vyhlášky č. 193/2001 Sb. ze dne 31. května 2001, kterou se mění vyhláška Ministerstva vnitra č. 326/2000 Sb., o způsobu označování ulic a ostatních veřejných prostranství názvy

#### Monografie, sborníky z konferencí
- ČAREK, Jiří; HLAVSA, Václav; JANÁČEK, Josef a LÍM, Václav. Ulicemi města Prahy: od 14. století do dneška: názvy mostů, nábřeží, náměstí, ostrovů, sadů a ulic hl. města Prahy, jejich změny a výklad. 1. vyd. Praha: Orbis, 1958. 535 s., 64 s.obr.příl.
- DAVID, Jaroslav. Honorifikační motiv v české urbanonymii. In: DAVID, Jaroslav. Smrdov, Brežněves a Rychlonožkova ulice: kapitoly z moderní české toponymie: místní jména, uliční názvy, literární toponyma. Vyd. 1. Praha: Academia, 2011, s. 166–185. ISBN 978-80-200-1913-4.
- DAVID, Jaroslav. Urbanonymum. In: KARLÍK, Petr, ed., NEKULA, Marek, ed. a PLESKALOVÁ, Jana, ed. CzechEncy – Nový encyklopedický slovník češtiny. 2017 [cit. 28. 1. 2022]. Dostupné z: https://www.czechency.org/slovnik/URBANONYMUM
- DAVID, Jaroslav a MÁCHA, Přemysl. Názvy míst: paměť, identita, kulturní dědictví. Brno: Host, 2014. 240 s. ISBN 978-80-7491-425-6.
- DEJMEK, Bohumír. Historie a současnost Hradce Králové ve jménech ulic. Hradec Králové: Gaudeamus, 1993. 186 s. ISBN 80-7041-216-X.
- ERBEN, Karel Jaromír. Autentický ukazatel ulic a náměstí i čísel domovních král. hl. města Prahy: dle nového, starého i nejstaršího číslování. V Praze: tiskem a nákladem Hynka Fuchse, [1871]. 206 s. Dostupné také z: https://www.digitalniknihovna.cz/mlp/view/uuid:d60b3110-f4c3-11dc-8293-000d606f5dc6?page=uuid:d2b9c6b0-f4c4-11dc-b0fe-000d606f5dc6
- FLODROVÁ, Milena. Názvy brněnských ulic, náměstí a jiných veřejných prostranství v proměnách času. Brno: Šimon Ryšavý, 2009. 342 s. ISBN 978-80-7354-073-9.
- HLAVSA, Václav, ed., JANÁČEK, Josef, ed. a ČAREK, Jiří. Ulicemi města Prahy od 14. století do dneška: názvy mostů, nábřeží, náměstí, ostrovů, sadů a ulic hlavního města Prahy, jejich změny a výklad. Praha: Orbis, 1958. 535 s., 64 s. obr. příl. Pragensia.
- KOVÁŘ, Daniel a KOBLASA, Pavel. Ulicemi města Českých Budějovic: názvy českobudějovických veřejných prostranství v minulosti a dnes. 2., dopl. a přeprac. vyd., ve Vedutě 1. vyd. České Budějovice: Veduta, 2005. 309 s. ISBN 80-86829-07-3.
- LAŠŤOVKA, Marek a kol. Pražský uličník: encyklopedie názvů pražských veřejných prostranství. Praha, 1997–2012. 3 sv. ISBN 80-85983-23-0 (soubor).
  - 1. díl: A–N. Praha: Libri, 1997. 604 s. ISBN 80-85983-24-9. [Úvod napsal Václav Ledvinka.]
  - 2. díl: O–Ž. Praha: Libri, 1998. 725 s. ISBN 80-85983-25-7.
  - 3. díl: JÍŠOVÁ, Kateřina et al. Encyklopedie názvů pražských veřejných prostranství. 3. díl. Nově schválené názvy, prodloužení a přejmenování ulic z let 1998–2011, opravy a doplňky k 1. a 2. dílu, rejstřík německých názvů. 2012. Praha: Scriptorium. 318 s. ISBN 978-80-87271-50-6.
- PLESKALOVÁ, J. Podíl pomístních jmen na tvorbě uličních názvů. In: Urbanonymia: zborník prednášok z 2. celoštátneho onomastického seminára Modra-Piesky 8.–10. októbra 1986. Bratislava: Univerzita Komenského, 1988, 79–84. Onomastika a škola, zv. 2.
- PTÁČNÍKOVÁ, Martina. Mezi Stalinovou třídou a Husákovým tichem: kapitoly z pražské toponymie. Praha: Academia, 2021. 345 s. Šťastné zítřky, sv. 32. ISBN 978-80-200-3216-4.

#### Příspěvky v periodikách, ukázka
- GROSS, Jan. Botičská. O původu názvů ulic. Noviny Prahy 2. 2021, roč. 23, č. 7, s. 13 (červenec).
- GROSS, Jan. Na Hrobci. O původu názvů ulic. Noviny Prahy 2. 2020, roč. 22, č. 2, s. 13 (únor).
- GROSS, Jan. Sekaninova ulice. O původu názvů ulic. Noviny Prahy 2. 2019, roč. 21, č. 10, s. 9 (říjen).
- GROSS, Jan. Svobodova ulice a Ostrčilovo náměstí. O původu názvů ulic. Noviny Prahy 2. 2019, roč. 21, č. 11, 2019, s. 9 (listopad).
- LAŠŤOVKA, Marek a OPPELT, Robert. Rozhovor: Uliční tabule by se neměla být pomníkem, říká autor uličníku. Metro [online]. 29. března 2012 6:00 [cit. 28. 1. 2022]. Dostupné z: https://www.metro.cz/rozhovor-ulicni-tabule-by-se-nemela-byt-pomnikem-rika-autor-ulicniku-1jq-/praha.aspx?c=A120328_112326_co-se-deje_row
- LEDVINKA, Václav. Ulice metropole mají své oficiální názvy teprve dvě stě let. Uličník aneb odkud se vzaly názvy ulic. Lidové noviny (Praha). 4. ledna 1999.
- LUDVÍK, Matěj. Mnichovská i Leninova: ulice kopírovaly dějiny. Uličník aneb odkud se vzaly názvy ulic. Mladá fronta Dnes (Praha). 2018, roč. 29, č. 195, s. 19. (23. 8. 2018).
- LUDVÍK, Matěj. Vinice ustoupily městu, zůstaly jen názvy ulic. Uličník aneb odkud se vzaly názvy ulic. Mladá fronta Dnes (Praha). 2018, roč. 29, č. 171, s. 19. (26. 7. 2018).
- PTÁČNÍKOVÁ, Martina. Honorifikační urbanonyma a jejich úloha při formování poválečné urbanonymie (na příkladu Prahy). Acta onomastica. 2016, roč. 56, s. 124–139.